# Romagna
La Romagna (Rumâgna in romagnolo) è una regione storica, geografica e linguistica dell'Italia settentrionale. Forma per quasi la sua totalità, insieme all'Emilia, la regione amministrativa dell'Emilia-Romagna.
Oltre alle province di Ravenna, Forlì-Cesena e Rimini e l'intera repubblica di San Marino, appartengono geograficamente alla Romagna anche la parte della città metropolitana di Bologna ad est del torrente Sillaro (sette comuni, tra cui Imola) e, fuori dall'Emilia-Romagna, alcune aree della provincia di Pesaro e Urbino nelle Marche, della città metropolitana di Firenze e alcuni territori della provincia di Arezzo - compresa l'exclave di Ca' Raffaello - in Toscana.
Le città principali per importanza storica sono: Ravenna, che fu capitale dell'Impero romano d'Occidente (402-476), del Regno ostrogoto d'Italia (493-540) e dell'Esarcato bizantino d'Italia (584-751); Imola e Forlì, legate alle vicende di Caterina Sforza; Cesena, nota come Città dei tre Papi, che fu l'unica città romagnola a possedere un'università e con la sua Biblioteca Malatestiana inserita nel registro UNESCO come Memoria del mondo; Rimini, caposaldo nonché centro viario romano; Faenza, nota per la produzione di ceramica d'arte; Lugo, che fu capoluogo della Romagna estense dal 1437 al 1568, seppur non con continuità.
Il toponimo Romagna deriva dal tardo latino Románia (e in greco bizantino Ῥωμανία, Rhōmanía) e risale al VI secolo d.C., quando l'Italia fu divisa tra aree soggette o ai Longobardi (Langobardia, poi Lombardia) o all'Impero romano d'Oriente: "Románia" assunse quindi il significato generico di "mondo romano", in opposizione a quello longobardo. Con la creazione dell'Esarcato d'Italia (con capitale Ravenna), il termine assunse poi un'accezione geograficamente determinata detta Romanula e poi Romandiola, indicando la parte della penisola rimasta più strettamente legata all'Impero d'Oriente.
Durante l’epoca pontificia erano conosciute anche come le Romagne, inglobando nel suddetto concetto anche le aree del Bolognese e del Ferrarese, poiché linguisticamente e culturalmente distinte dalla Romagna, analogamente a quanto accadde per le Due Sicilie.

## Geografia

### Superficie della Romagna
Area geografica

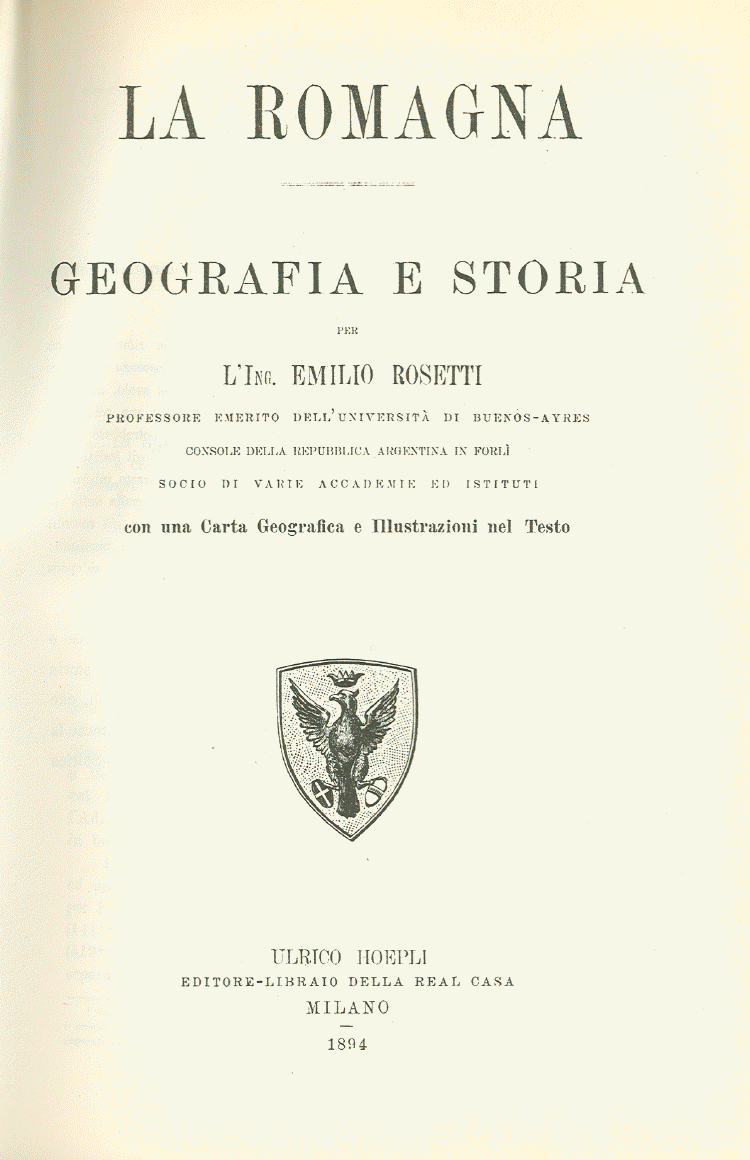
Frontespizio dell'opera La Romagna di Emilio Rosetti (1894). L'ingegnere forlivese fu il primo a calcolare la superficie della Romagna.

La Romagna come realtà omogenea dal punto di vista geografico ha la forma di un quadrilatero, i cui lati sono:
- a nord il corso del fiume Reno (che in Romagna scorre nel letto dell'ex Po di Primaro, fino al 1152 ramo principale del fiume Po), dal punto in cui riceve le acque del torrente Sillaro (in località Bastia) fino alla foce nel Mare Adriatico. Il lato nord separa la Romagna dal Ferrarese;
- a nord-ovest il corso del Sillaro, per tutto il suo percorso dalle sorgenti alla confluenza con il Reno. Il lato nord-ovest è il confine con il Bolognese;
- dalle sorgenti del Sillaro verso est, il lato meridionale segue lo spartiacque dell'Appennino tosco-romagnolo. Le cime che delimitano la dorsale sono il Monte Bastione (1 190 m), vicino a Pian del Voglio e Sasso di Castro (1 277 m), vicino a Roncobilaccio. La linea spartiacque prosegue fino al Monte Maggiore nell'Alpe della Luna (provincia di Arezzo). Il lato meridionale separa la Romagna dalla Toscana.[1][2]
- il lato ovest-est corre pressoché in linea retta lungo lo spartiacque fra il torrente Conca e il fiume Foglia; nodi orografici sono il Sasso di Simone e il Monte Carpegna; poi la Faggiuola di Monte Cerignone, fino al promontorio di Gabicce Monte-Fiorenzuola di Focara, nel comune di Pesaro. Il crinale attraversa la via Flaminia in località Siligata (7 km da Gabicce Mare e 9 km dal centro di Pesaro)[1].
- il lato est è rappresentato dalla costa adriatica.

Considerando i soli elementi naturali del territorio, i lati del quadrilatero romagnolo misurano come segue:
- Corso del Reno (dalla frazione di San Biagio): 40 km;
- Corso del Sillaro: 74 km;
- Spartiacque montani: 215 km;
- Coste marine: 94 km.

È possibile misurare l'area della Romagna sulla base delle carte dell'Istituto Geografico Militare; il calcolo dà come risultato 6 380,6 km², di cui 2 334,3 km² pertinenti alla pianura (36,4%) e 4 046,3 km² di zona montuoso-collinare (63,6%) (di cui il 40% è collina e il 23% è montagna).
Vertici astronomici
La posizione astronomica dei punti estremi dei confini romagnoli è così indicata:
- a nord la foce del fiume Reno: 44°37' lat. N;
- a sud il Monte Maggiore: 43°39' lat. N;
- a est Monte Mario: 12°23' long. E;
- a ovest l'elevazione (senza nome) che a quota 952 m domina il Passo della Futa: 11°11' long. E.

### Orografia
Le zone montuose occupano la parte meridionale della Romagna. La catena montuosa che l'attraversa è quella dell'Appennino tosco-romagnolo, parte dell'Appennino settentrionale. La montagna più alta è il Monte Falco, la cima raggiunge i 1 658 m s.l.m. ed è posta sul confine tra le province di Forlì-Cesena, Arezzo e Firenze. Seguono il Monte Falterona (1 654 metri), Poggio Scali (nell'Appennino cesenate, 1 520 m) e il Monte Fumaiolo (1 407 m).
Si devono al geologo Federico Sacco (1864-1948) gli studi che hanno portato a identificare le caratteristiche proprie dell'Appennino romagnolo. Lo studioso le individuò nella composizione litologica delle valli del Santerno e del Sillaro (ai confini nord-ovest) e del Marecchia e del Conca (alle estremità orientali). Tra i due estremi è contenuto una catena con caratteristiche proprie, quella dell'Appennino romagnolo. Al naturalista Pietro Zangheri (1889-1983) va il merito di aver individuato la Romagna come regione bio-geografica.
La Romagna si è formata geologicamente in seguito all'emersione di una vastissima lastra calcarea sottomarina. Nel Miocene (15 milioni di anni fa) a occidente della Romagna, la zona toscana era già emersa. La terra finiva dove in epoca storica c'è lo spartiacque appenninico. Oltre l'Alpe della Luna cominciava il mare. Il fondo marino di quei tempi era costituito da una roccia friabile e fangosa, di origine diversa rispetto a quella tirrenica. Sul fondo iniziò una sedimentazione che continuò ininterrotta per lunghissimo tempo. In ere più recenti emerse, formando la Romagna. Questa paleosuperficie, emergendo, scivolò sullo strato tirrenico. L'emersione della terraferma visse le seguenti fasi alterne:
- Miocene superiore (7 milioni di anni fa): emersione di tutto il territorio romagnolo con vegetazione simile a quella della Sicilia meridionale;
- avanzamento del mare fino a lambire la fascia pedemontana (Pliocene inferiore, 6 milioni di anni fa);
- nuova emersione della terraferma di tutto il territorio romagnolo fino alla linea di costa attuale (5 milioni di anni fa);
- nuovo avanzamento delle acque (Pliocene medio, 4 milioni di anni fa).

Gli alternati periodi di movimento con quelli di riposo provocarono la formazione, sul fondo, di una lastra calcarea. L'esito di questo processo calmo e continuativo costituì il sostrato geologico della regione romagnola.
In due punti lo scivolamento di uno strato sopra l'altro è stato particolarmente difficile. Si tratta: a) della giunzione tra valle del Sillaro-Santerno e Mugello; b) della giunzione tra Valmarecchia e Alpe della Luna. Qui l'azione della lastra emergente determinò delle fratture e degli avvallamenti di notevole rilievo, che furono colmati, nel tempo, da rocce che si convogliarono a riempirli. Queste rocce sono le cosiddette "argille scagliose". Mentre la paleosuperficie emergeva dal fondo marino, lo strato tirrenico premeva però verso est. Nei due punti considerati, l'esito di tali movimenti constrastanti fu insolito e diverso rispetto al resto della regione. In queste valli le argille scagliose hanno divelto e disperso dei massi di notevoli dimensioni, i quali, contemporaneamente, hanno subito uno spostamento verso est. Quindi nelle valli del Sillaro-Santerno e in Valmarecchia si trovano massi che sono litologicamente affini alla zona toscana:
- In Valmarecchia gli esiti di questo gigantesco processo sono: nell'alta valle la lastra del Monte Fumaiolo (1 407 m); nella media valle, la roccia di San Leo (509 m) e il massiccio del Titano (739 m) (San Marino); nella bassa valle lo sperone di Verucchio.
- Nelle valli del Sillaro e del Santerno: il Sasso di San Zenobi, il Sasso di Castro (1 276 m) e Monte Beni (1 263 m).

Dopo l'affioramento delle rocce calcaree, nel Pliocene si depositò una formazione gessifera, che caratterizza le valli imolesi e faentine: è la Vena del Gesso Romagnola. Il passaggio dal Pliocene al Pleistocene (che inizia tre milioni di anni fa) è definito dal progressivo raffreddamento del mar Mediterraneo. Per alcuni milioni di anni la linea di costa continua a lambire l'area pedecollinare romagnola, mentre si depositano sul fondo rocce argillose marine. Solamente dal Pleistocene Medio (700 000 anni fa) inizia il progressivo ritiro delle acque fino all'assetto attuale, raggiunto 200 000 anni fa.
Durante la glaciazione di Würm (da circa 110 000 a 12 000 anni fa) il mare si ritira di cento metri rispetto alla linea attuale. Nel periodo post-glaciale si forma un vasto sistema vallivo che, dal Po di Primaro, si è esteso fino al Savio. Ravenna, infatti, nasce come insediamento lagunare.
| Serie storica dei principali terremoti avvertiti in Romagna dall'anno mille in poi Fonte: Tiziano Costa, Epicentro Emilia-Romagna da mille anni, 2012, Costa Editore, Bologna | Serie storica dei principali terremoti avvertiti in Romagna dall'anno mille in poi Fonte: Tiziano Costa, Epicentro Emilia-Romagna da mille anni, 2012, Costa Editore, Bologna | Serie storica dei principali terremoti avvertiti in Romagna dall'anno mille in poi Fonte: Tiziano Costa, Epicentro Emilia-Romagna da mille anni, 2012, Costa Editore, Bologna |
| Data | Luogo | Entità ed effetti |
| --- | --- | --- |
| agosto 1174 | Bologna e Ravenna | |
| 4 gennaio 1216 | Romagna | Sisma distruttivo |
| maggio 1279 | Romagna | Pressoché tutti i castelli dell'Appennino faentino e forlivese furono distrutti. Moltissimi morti.                                                                            |
| 1301 | Imola | |
| 1337 | Romagna | Sisma rovinoso |
| 1353 | Romagna | Scosse fortissime |
| 3 luglio 1428 | Romagna | Gravi danni a Forlì e Cesena. |
| 1433 | Romagna | |
| gennaio 1505 | Bologna | Avvertito fino a Forlì |
| 19 aprile 1509 | Romagna | Crolli a Solarolo e Faenza |
| 8 marzo 1537 | Romagna | Crolli a Ravenna |
| 1561 | Romagna | Crolli a Ravenna |
| 1613 | Rimini | maremoto |
| 19 marzo 1624 | Ferrarese | Sisma avvertito a Ravenna |
| agosto 1653 | Romagna | Scosse fortissime |
| 1655 | Appennino | Epicentro a Rocca San Casciano |
| 22 marzo 1661 | Appennino | Epicentro nella vallata di Meldola. Molti morti a Predappio e a Castrocaro.                                                                                                   |
| 14 aprile 1672 | Litorale | Epicentro al largo di Rimini. La città fu quasi totalmente distrutta. Circa 200 vittime.                                                                                      |
| 11 aprile 1688 | Bassa Romagna | Scosse fortissime. Cotignola e Russi distrutte, decine di morti. |
| 1732 | Romagna | Terremoto fortissimo |
| 1780 | Litorale | Scosse da Rimini a Venezia |
| 4 aprile 1781 17 luglio 1781 | Romagna | Vittime a Brisighella, Modigliana e Dovadola; danni ai monumenti. Scosse avvertite da Cesena a Imola.                                                                         |
| 25 dicembre 1786 | Romagna | Colpita Rimini; distrutta Savignano. Molti morti. |
| 21 settembre 1813 | Romagna | Terremoto rovinoso; danni a Faenza, Imola, Forlì e Cesena. |
| 1861 | Romagna | Scosse fortissime |
| 30 ottobre 1870 | Romagna | Forti danni a Forlì, Meldola e Bertinoro |
| 5 gennaio 1871 | Romagna | |
| 17 marzo 1875 | Romagna | Crolli a Cervia e Cesenatico; maremoto. |
| settembre 1887 | Romagna | |
| 14 gennaio 1909 | Alpi | Forti scosse in tutta la Romagna |
| 17 agosto 1916 | Rimini | |
| 1918 | Santa Sofia | Forte terremoto, distrutta buona parte del paese, molti morti, crollata la chiesa parrocchiale                                                                                |
| 5 aprile 1931 5 giugno 1935 | Faenza | |
| 30 aprile 1960 | Faenza | |
| 18 dicembre 1965 | Lugo | |
| 11 gennaio 1968 10 gennaio 1969 | Lugo | |
| 26 settembre 1970 | Rimini | |
| 5 dicembre 1978 | Ravenna | |
| 14 settembre 2003 | Imola e vallata del Santerno | Forti scosse |

### Idrografia
Il Montone, con i suoi 140 km, è il fiume più lungo della Romagna. Altri fiumi importanti sono il Bidente (135 km), Savio (126 km), Santerno (99 km), Lamone (90 km), Senio (88 km) e Marecchia (70 km). Corsi d'acqua importanti per motivi storico-geografici sono Rubicone e Sillaro.
In Romagna non sono presenti molti laghi, e quei pochi esistenti sono piccoli e di scarso interesse. Il lago più importante è quello artificiale di Ridracoli, sorto presso l'omonima frazione del Comune di Bagno di Romagna.
La parte orientale della Romagna è bagnata dal Mare Adriatico, il tratto di costa che va dalla foce del fiume Reno al promontorio di Gabicce Monte-Fiorenzuola di Focara (frazione di Pesaro) è chiamata Riviera romagnola. Il litorale è caratterizzato da spiagge ampie e sabbiose, con la presenza a nord di zone naturalistiche, mentre a sud si è assistito, dal dopoguerra, a una progressiva cementificazione dovuta al turismo.

### Costa
La costa della Romagna o Riviera romagnola si affaccia sul Mare Adriatico a est ed è compresa nelle province di Ravenna, Forlì-Cesena, Rimini e Pesaro-Urbino.

### Clima
La Romagna è interessata da un clima temperato subcontinentale che varia con l'altitudine e la distanza dalla costa. Anche se non si discosta troppo da quello presente nel resto dell'Italia settentrionale, il clima della Romagna assume caratteristiche proprie dovute al progressivo assottigliarsi della fascia pianeggiante, il che attenua pur debolmente i caratteri di continentalità, alla fisiologica esposizione ai venti nell'asse sud-ovest-nord-est e, in definitiva, alla latitudine inferiore.

## Ambiente

### Flora e fauna
La flora romagnola è molto varia, in virtù sia della posizione geografica, al confine tra l'area a clima mediterraneo e quella a clima continentale, sia della varietà territoriale (dalle montagne del crinale dell'Appennino tosco-romagnolo, alle colline, fino alla Pianura Padana sud-orientale e alle zone umide litorali del mare Adriatico). Le zone montagnose sopra gli 800 metri di quota sono dominate da foreste di faggio, talvolta misto all'abete bianco, come nelle Foreste Casentinesi e a Campigna, in cui si trova un'orchidea endemica, l'elleborina di Romagna.
I boschi della media montagna sono caratterizzati da diverse specie di querce, a cui si associano altre specie come il frassino maggiore, il tiglio, il sorbo, l'acero di monte; in questa fascia si trovano anche molti rimboschimenti artificiali, soprattutto di pino nero e pino silvestre. La collina presenta boschi di roverella, associata a orniello e carpino nero, da sempre condotti a ceduo. Alcune zone della collina presentano una vegetazione particolare, grazie al sostrato roccioso peculiare, come nel caso delle rupi calcaree del Riminese o della Vena del Gesso romagnola, con presenze tipiche della macchia mediterranea, come leccio, terebinto, alaterno. Nella Vena del Gesso si trovano molte specie di felci, tra cui una specie unica per l'Italia: la felcetta persiana.
Le aree calanchive che si sviluppano ai piedi dell'Appennino sono ammantate di ginestra odorosa e sulla e ricoperte da praterie aride, spesso con ricche fioriture di orchidee, tra cui il raro barbone adriatico e l'ofride di Bertoloni, e una specie endemica di queste aride argille, l'artemisia delle crete. Nella zona pianeggiante la vegetazione è stata profondamente modificata dall'attività agricola e pochissimi sono gli ambiti in cui sono ancora presenti formazioni naturali: quasi soltanto lungo i fiumi si trovano lembi residui di boschi a galleria di pioppi e salice bianco.
Nella parte settentrionale della fascia costiera si trovano ambienti naturali residui, come le pinete storiche di Ravenna, di impianto artificiale e dominate dal pino domestico; il bosco originario sarebbe dominato da farnia e pioppo bianco, presenti assieme ai pini. Qui si trovano anche lembi di paludi di acqua dolce, come Punte Alberete e Valle Mandriole, con boschi allagati di frassino meridionale e ontano nero, con sottobosco dominato dalle belle campanelline estive e dal giglio di palude, poi canneti, tifeti e, fino a qualche anno fa, lamineti di ninfea bianca, oggi estinta. In prossimità del mare si trovano alcune lagune, stagni salati e la salina di Cervia, con la tipica vegetazione alofila e specie rare come l'endemica salicornia veneta e il limonio comune dalle belle fioriture violette; poi le pinete costiere, anch'esse artificiali e costituite da pino marittimo, piantato al posto degli arbusteti costieri di olivello spinoso, ginepro e fillirea. Prima della battigia, infine, si trovano alcuni residui di dune costiere, in particolare presso la foce del torrente Bevano.

La Riserva naturale delle Saline di Cervia

La fauna è varia, grazie alla grande diversità ambientale. Sull'Appennino sono presenti grandi e medi mammiferi, come lupo, gatto selvatico, cervo nobile, capriolo, cinghiale; inoltre, tasso, volpe e istrice, che sono oggi distribuiti sia in collina sia in pianura. Nel basso Appennino la Vena del Gesso spicca per l'importanza dei popolamenti di pipistrelli, con ben venti specie e alcune rarità come il ferro di cavallo eurìale e grandi colonie invernali di miniottero. Tra gli uccelli si trovano molte specie di rapaci diurni, come aquila reale, biancone, astore, falco pecchiaiolo, albanella minore, falco pellegrino, lanario, lodolaio o i più comuni poiana, sparviere e gheppio e rapaci notturni, come gufo reale, allocco, assiolo. Altri uccelli interessanti sono il picchio nero, nelle faggete più mature, il succiacapre e l'averla piccola, nelle aree calde e aride. Tra gli anfibi spiccano l'endemica salamandrina dagli occhiali e l'ululone appenninico. Oltre alla trota fario, nei torrenti appenninici si trovano barbo comune, barbo canino, vairone, lasca, cobite comune e, abbondante, il cavedano.
Nella pianura, occupata quasi tutta da campi agricoli, la fauna è molto semplificata e, oltre a lepri e fagiani, presenti perché continuamente ripopolati a scopo venatorio, sono presenti prevalentemente piccoli mammiferi come riccio, talpa e diverse specie di topi, oltre all'esotica nutria, e molte specie di passeriformi, alcune delle quali legate ai coltivi a seminativo, come l'allodola e la cutrettola, o ai frutteti, come tordela, verdone e cardellino e anche alle abitazioni, come passera d'Italia e rondine; il gufo comune e la civetta sono piuttosto comuni in pianura.
Le zone umide della fascia costiera sono importantissime per gli uccelli acquatici, in particolare per le colonie di ardeidi (airone cenerino, airone rosso, airone bianco maggiore, garzetta, nitticora, airone guardabuoi, sgarza ciuffetto) a cui si associano cormorano, marangone minore, ibis mignattaio e spatola, e per le colonie di gabbiani e sterne (gabbiano corallino, gabbiano roseo, gabbiano reale mediterraneo, sterna zampenere, stena comune, beccapesci, fraticello), cavaliere d'Italia, avocetta. Il raro fratino nidifica sulle poche spiagge naturali, assieme alla beccaccia di mare.
Tra le anatre la specie più interessante è la rara moretta tabaccata, ma si trovano anche altre specie nidificanti caratteristiche, come volpoca, fistione turco, marzaiola, canapiglia, mestolone, moriglione oltre al comunissimo germano reale; grandi stormi di anatre e folaga svernano in queste paludi. Il fenicottero rosa frequenta regolarmente le lagune e le saline, mentre il falco di palude nidifica nei folti canneti. Tra i rettili spicca la testuggine palustre e, tra gli anfibi, oltre alle rane verdi, l'endemica rana di Lataste e il rarissimo pelobate fosco. Tra i pesci delle acque dolci di pianura si trovano carpa, luccio, triotto, scardola, alborella, sempre più rari a causa della presenza di molte specie esotiche dannosissime, tra cui siluro e lucioperca. Nelle acque salmastre si trovano alcune interessanti specie endemiche del Nord Adriatico, come ghiozzetto di laguna e ghiozzetto cenerino, oltre al coloratissimo nono, all'anguilla e varie specie di cefali. In mare l'unico cetaceo regolarmente presente è il tursiope ed è abbastanza frequente anche una tartaruga marina, la caretta.

### Protezione ambientale
L'area compresa tra il fiume Reno e Rimini è soggetta da secoli al fenomeno della subsidenza. Nei cento anni che intercorrono dal 1892 al 1993 il massimo abbassamento si è verificato nel litorale ravennate: -114 centimetri. Il picco è stato registrato tra il 1950 e il 1980. A Rimini nello stesso periodo l'abbassamento è stato di 73 centimetri. Nella provincia di Ravenna sono migliaia gli ettari di terreno sotto il livello del mare. Fra il 1950 al 2005 da Rimini al Delta del Po si sono persi cento milioni di metri cubi di sabbia. Dopo il 1980 il fenomeno ha rallentato considerevolmente.
La subsidenza è costantemente monitorata, grazie anche a strumenti di misurazione sempre più sofisticati. La Regione Emilia-Romagna ha affidato all'Agenzia Regionale Protezione Ambientale (ARPA) l'effettuazione di analisi e la compilazione di rapporti tecnici. Secondo l'ultimo rilievo, effettuato negli anni 2002-2006, il suolo si è abbassato di 40–45 mm l'anno; la costa riminese è la zona costiera dove la subsidenza risulta più rilevante (15–20 mm l'anno).
In Romagna sono presenti numerose aree naturali protette: il Parco nazionale delle Foreste Casentinesi, Monte Falterona e Campigna; il Parco regionale della Vena del Gesso Romagnola e parte del Parco Regionale del Delta del Po (rientra in Romagna la parte meridionale, a sud del fiume Reno, caratterizzata dalle pinete e dalle zone umide di Ravenna e Cervia formate dai corsi d'acqua appenninici), il Parco Interregionale del Sasso Simone e Simoncello e il Parco Naturale del Monte San Bartolo (fra Gabicce Monte e Pesaro). Sono, inoltre, presenti cinque Riserve Naturali dello Stato e quattro Riserve Naturali Regionali (Alfonsine, Bosco della Frattona, Bosco di Scardavilla, Onferno).

## Storia

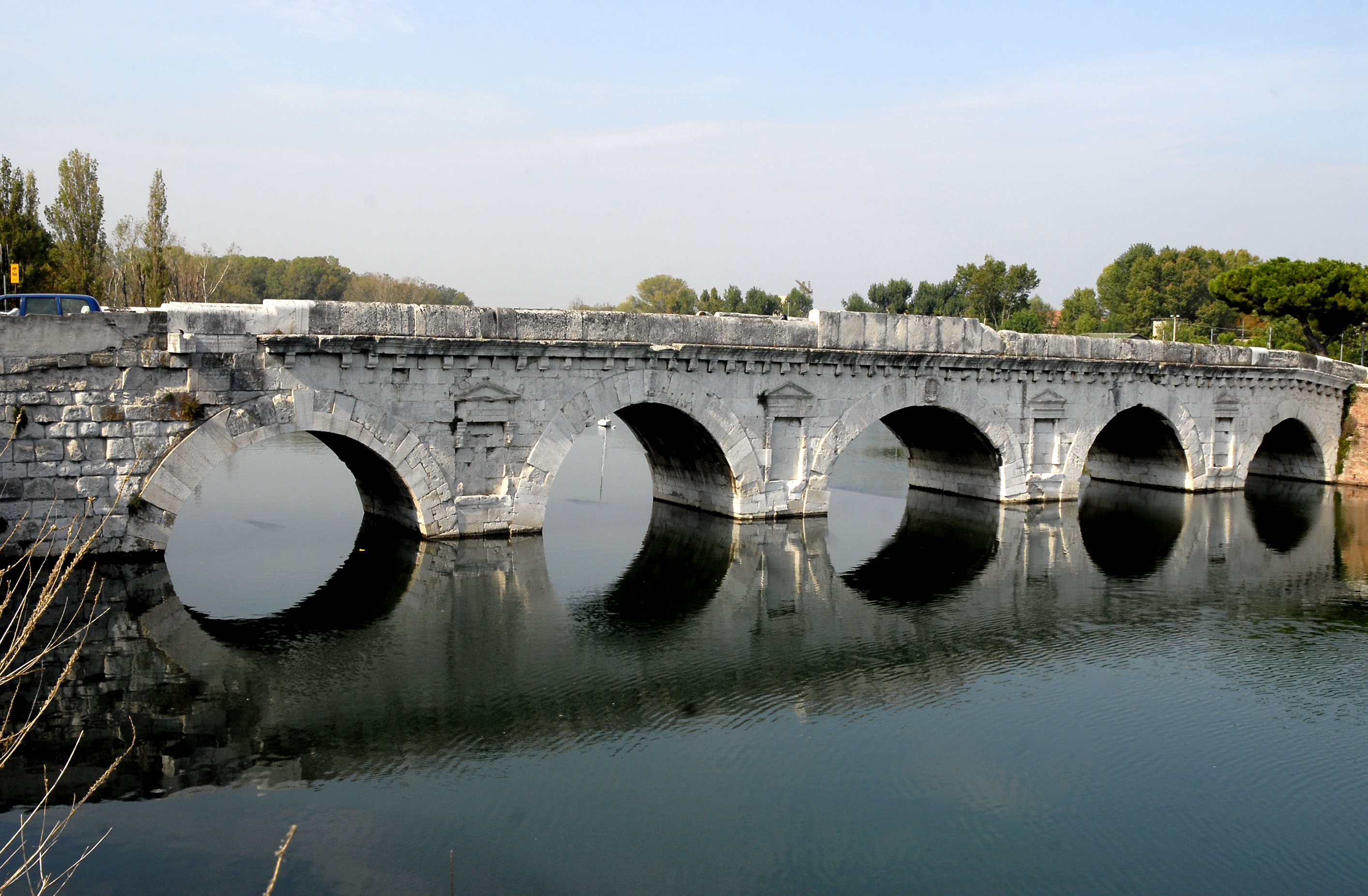
Il Ponte di Tiberio a Rimini

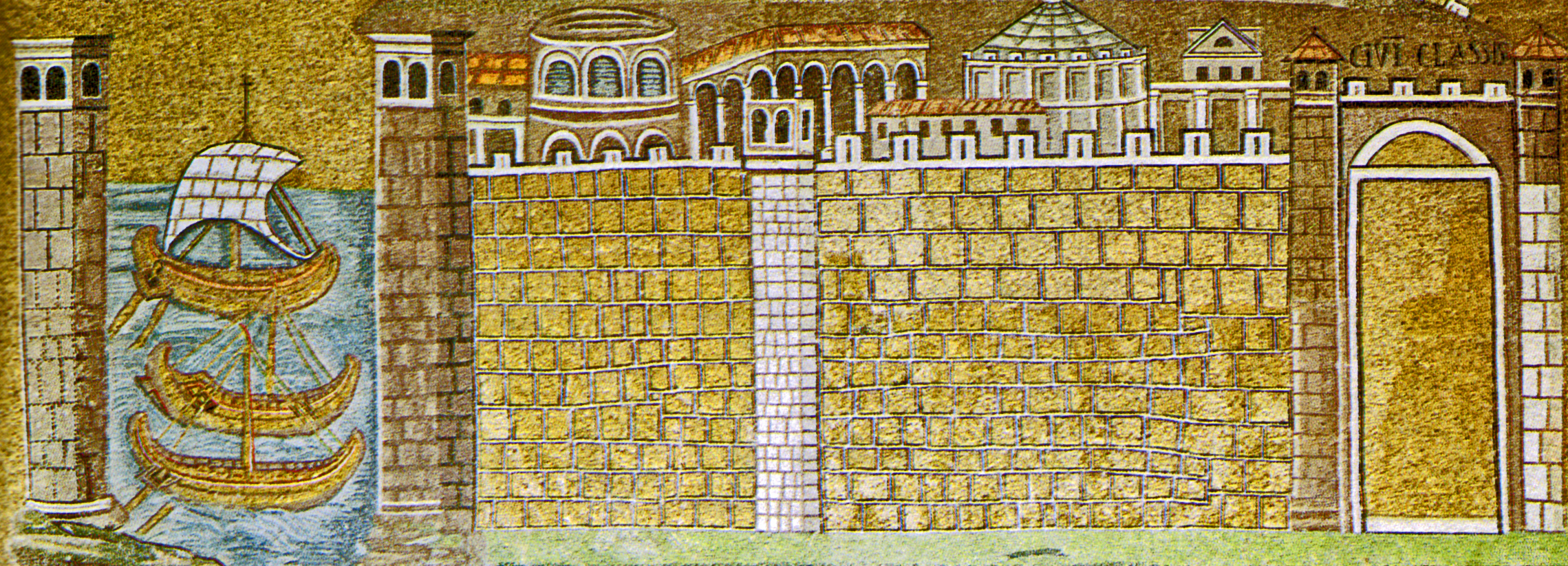
Mosaico che riproduce il porto militare di Classe (Classis Ravennatis)

La Romagna fu abitata già dall'epoca preistorica, come dimostrano molti ritrovamenti. Uno dei giacimenti preistorici più inmportanti Ca' Belvedere sul monte Poggiolo (nel comune di Castrocaro), dove sono stati ritrovati migliaia di reperti litici risalenti a 800 000 anni dal presente, una delle più antiche attestazioni della presenza del genere Homo in Europa.
I più antichi abitanti dell'attuale Romagna di cui si hanno testimonianze archeologiche furono gli Umbri e gli Etruschi. Si deve ai primi la fondazione di Sarsina; i secondi fondarono Verucchio e Rimini. A partire dal IV secolo a.C. il territorio fu conquistato da un popolo che dette un'importante impronta alla Romagna: i Celti. Tra le numerose tribù celtiche che scesero in Italia, sono da elencare Senoni, i Lingoni, e i Boi.
La permanenza dei Celti fu minacciata, a partire dal III secolo, dalla potenza dei Romani. Celti e Romani si scontrarono per la prima volta nel 295 a.C. a Sentino, dove, seppur con gravi perdite, vinsero i Romani. Successivamente iniziò il tramonto dei Senoni, che pochi anni dopo furono definitivamente sopraffatti. Nel 225 a.C. l'esercito romano sconfisse una coalizione di popoli celtici nella battaglia di Talamone, aprendo la strada alla completa colonizzazione della Pianura Padana.
Tra il 191 e il 187 a.C. viene costruita la via Emilia tra Rimini e Piacenza. Giulio Cesare il 10 gennaio del 49 a.C. attraversò il fiume Rubicone (o il Pisciatello) alla testa di un esercito, violando apertamente la legge che proibiva l'ingresso armato dentro i confini dell'Italia e dando il via alla seconda guerra civile, pronunciando la celeberrima frase: Alea iacta est.

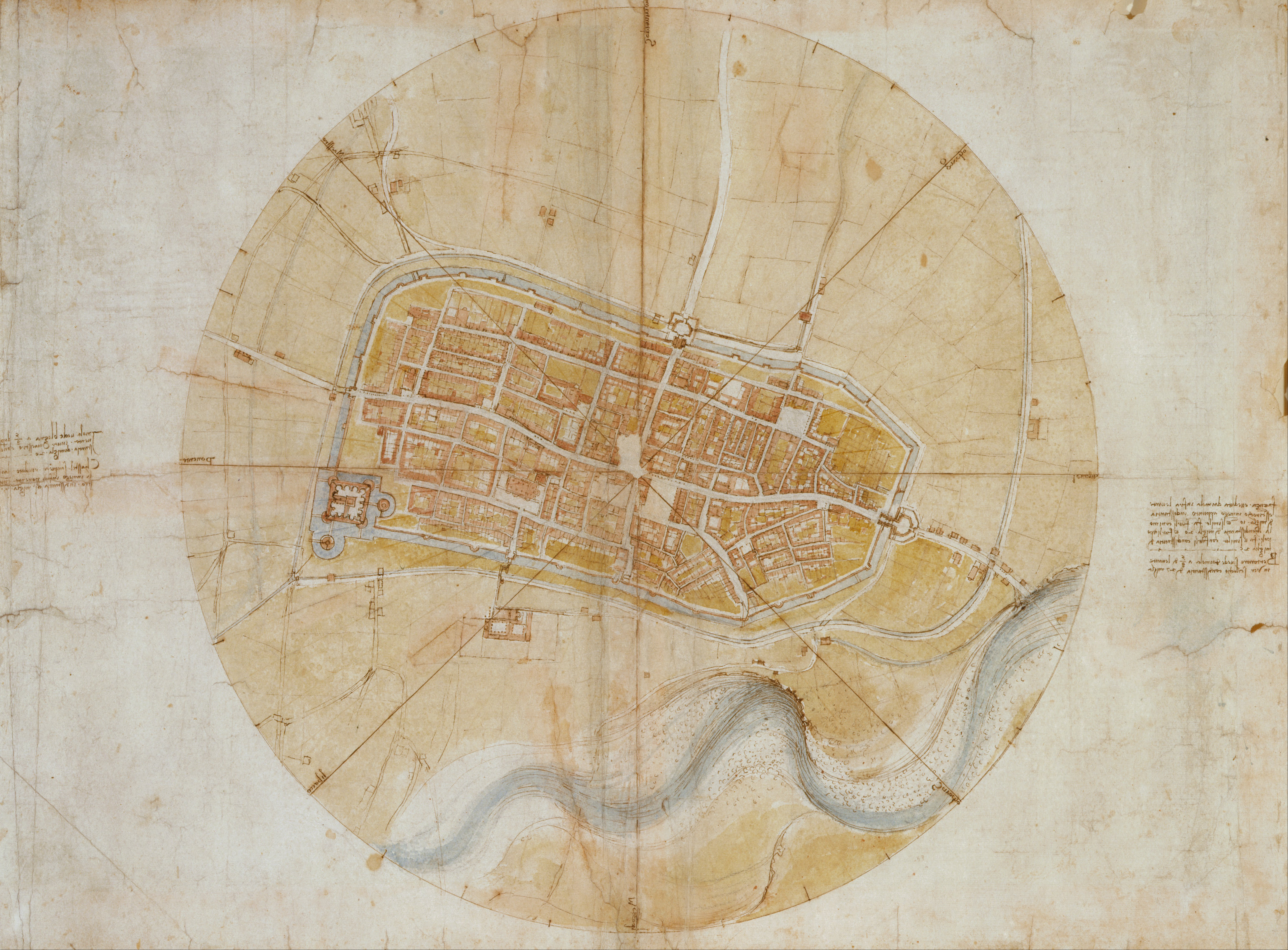
Pianta di Imola realizzata da Leonardo da Vinci nel 1502

Dopo Cesare e il successivo potere augusteo, il ruolo di Ravenna accrebbe considerevolmente. A 5 km dalla città fu costruita, negli ultimi anni del I secolo a.C., una base militare navale (Classis Ravennatis). Vi fu stanziato il quartier generale della flotta imperiale da cui dipendeva il controllo di tutti i bacini del Mediterraneo orientale. La presenza del porto ebbe positivi riflessi economici: Ravenna divenne un polo di attrazione per i commerci della pianura limitrofa. Nell'anno 402 la città venne scelta come sede della corte imperiale diventando la capitale della parte occidentale dell'Impero romano e restandolo fino alla caduta di quest'ultimo nell'anno 476.
L'invasione decisiva per le sorti dell'Italia fu quella dei Longobardi (568). La penetrazione longobarda cambiò la storia della penisola: per la prima volta dopo secoli l'Italia si ritrovò divisa: da una parte i possedimenti longobardi; dall'altra i territori romano-bizantini. Questi ultimi furono riuniti nell'Esarcato d'Italia con capitale Ravenna. Nei secoli successivi l'Italia bizantina fu autonomamente governata dall'Esarca di Ravenna con leggi, lingua e costumi romano-bizantini. La Romagna restò come una sorta di isola rispetto al restante territorio italiano.
Dopo una fase di alterne vicende nel controllo politico della Romagna tra i Longobardi e l'esarca di Ravenna, i Longobardi conquistarono Ravenna (751), ponendo fine all'Esarcato. L'intervento dei Franchi, chiamati da papa Stefano II fu decisivo per la storia della penisola nei secoli successivi: il re Pipino il Breve, invece di restituire i territori all'imperatore di Costantinopoli, li donò alla Santa Sede, ponendo così inizio allo Stato Pontificio. Per la Romagna iniziò un lunghissimo periodo (oltre mille anni) di storia all'interno dello Stato della Chiesa.

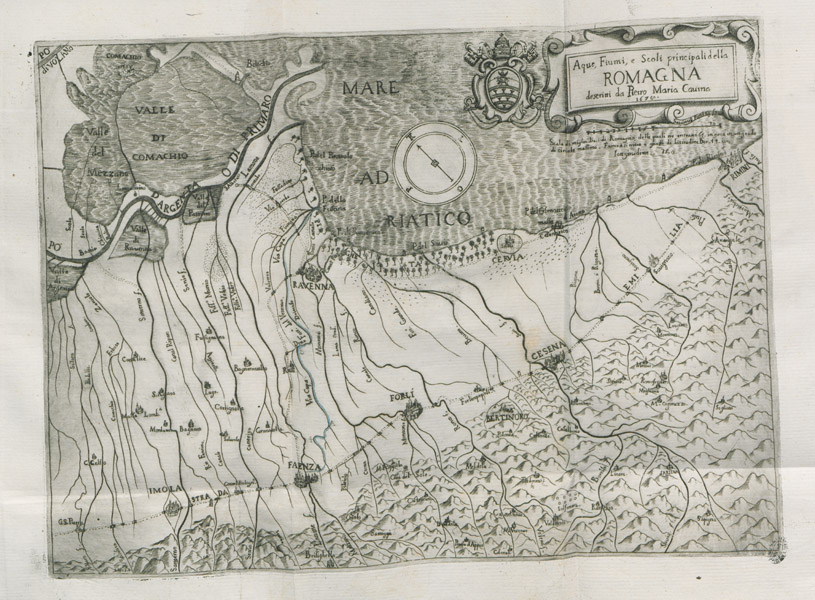
Mappa della Romagna nel XVII secolo

Nel XII secolo le istituzioni comunali si diffusero in tutte le città romagnole. Tutta la Romagna era ricompresa nella Provincia Romandiolæ, una delle cinque province dello Stato Pontificio (comprendeva tutto il territorio dal fiume Foglia al Panaro). Nel corso del XIII secolo infuriarono le lotte tra guelfi (fedeli al papa) e ghibellini (contrari al papa e alleati con l'imperatore del Sacro Romano Impero). Nel Medioevo, i principali centri della Romagna raggiunsero il numero di sette: Ravenna, Forlì, Rimini, Faenza, Cesena, Imola e Lugo. Tali rimasero fino ai giorni nostri.
Tra il 1499 e il 1500 Cesare Borgia, su mandato di papa Alessandro VI, sconfigge una dopo l'altra le signorie delle città romagnole, a cominciare da Forlì e Imola. Il Papa lo proclamò "Duca di Romagna" e Borgia pose a Cesena la sua capitale; nel 1507 il ducato viene smembrato e la Romagna rientra nello Stato Pontificio. Negli anni quaranta la Provincia Romandiolæ fu suddivisa in due: da una parte Bologna e dall'altra la Romagna. Al territorio romagnolo venne conferito ufficiale riconoscimento con la nascita della Legazione di Romagna. Nel 1559 la pace di Cateau-Cambrésis configurò un nuovo assetto degli equilibri tra gli Stati italiani. I territori a sud del Po furono suddivisi tra: Farnese (duchi di Parma e Piacenza), Estensi (duchi di Ferrara, Modena e Reggio) e Stato Pontificio (Romagna). Fu un assetto stabile, che rimase immutato per circa tre secoli.
Nel 1796 i francesi di Napoleone invasero la penisola. La Romagna fu suddivisa in due circoscrizioni: il Dipartimento del Pino (con capoluogo Ravenna) e Dipartimento del Rubicone (con capoluogo Forlì). La "capitale" della Romagna napoleonica fu Forlì. Napoleone significò anche sommi torti: nel 1800 Bonaparte chiuse l'Università di Cesena (vecchia di cinque secoli) in parte per non dare concorrenti a Bologna e in parte per fare uno sgarbo a Pio VI, pontefice di origine cesenate irriducibile avversario del generale francese. La parabola di Napoleone ebbe termine nel 1814 con la sconfitta contro la coalizione delle potenze europee.
Nel 1815 il Congresso di Vienna ripristinò lo status quo ante. La Romagna ritornò nello Stato della Chiesa. Con una modifica: al posto di una Legazione unica furono create due Legazioni: una con capoluogo Forlì e una con capoluogo Ravenna. La prima metà dell'Ottocento fu scossa da frequenti ribellioni. La Romagna partecipò a tutti i principali moti che attraversarono il periodo: nel 1820-21, 1830-31 e nel 1848-49. L'esercito austriaco, che controllava militarmente i territori a sud del Po per conto del pontefice, represse le sommosse.

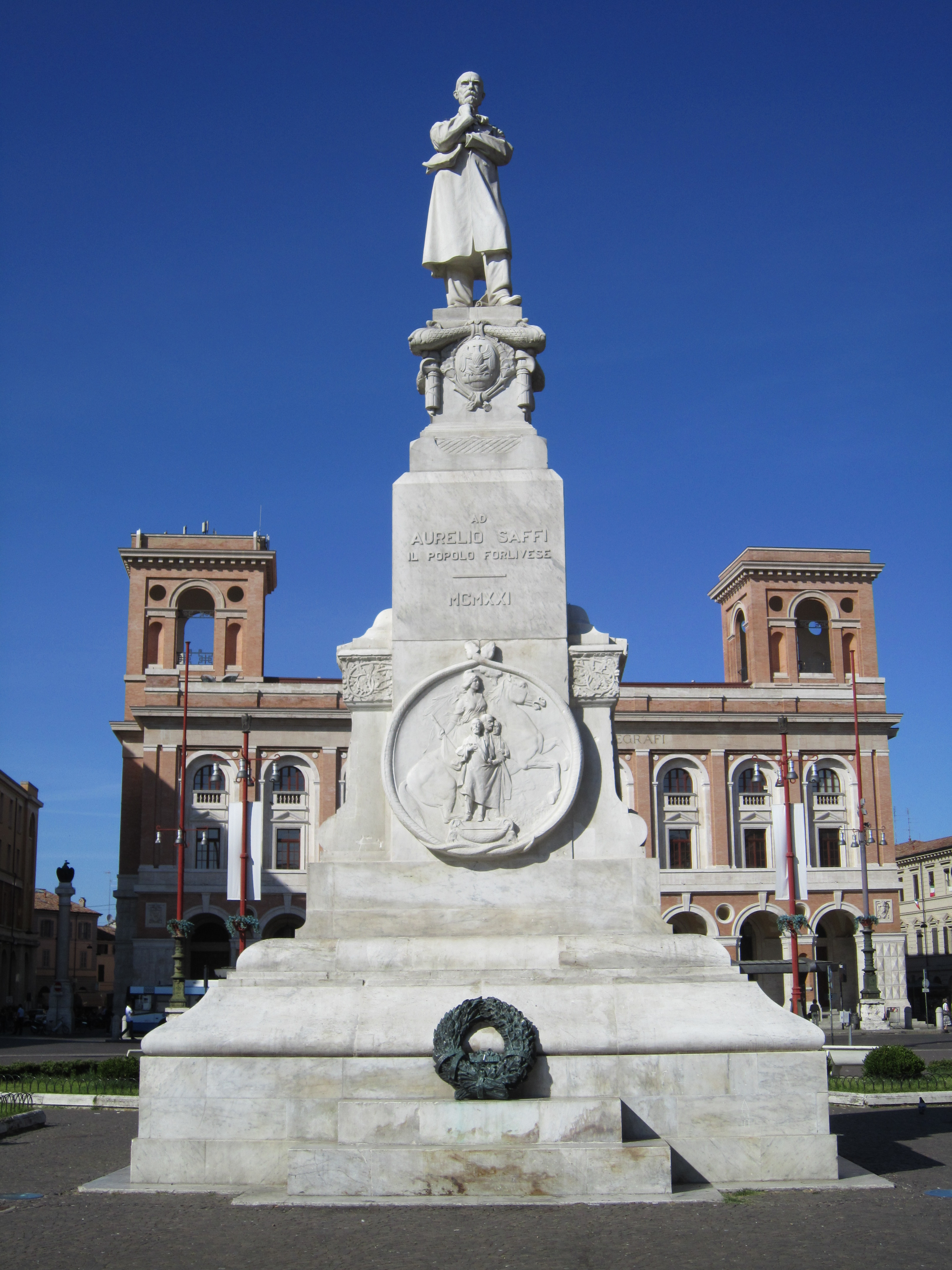
Statua di Aurelio Saffi a Forlì

Nell'aprile del 1859 scoppiò la seconda guerra d'indipendenza tra Regno di Sardegna e Impero austriaco. L'Austria, vedendo la sconfitta, richiamò in patria tutte le truppe impegnate all'estero. La Romagna fu quindi presa dall'esercito sabaudo. Fu avviata una riorganizzazione del territorio, che non aveva subito sostanziali modifiche dalla pace di Cateau-Cambrésis (1559). Per la Romagna le modifiche più importanti furono due: il passaggio del comprensorio di Lugo sotto Ravenna e il distacco di Imola, che fu aggregata a Bologna.
I plebisciti d'annessione al Regno di Sardegna dell'11 e 12 marzo del 1860 confermarono la situazione di fatto sancendo la fine del dominio pontificio in Romagna. Il 15 marzo, visti i risultati dei plebisciti, i territori vennero annessi definitivamente al Regno di Sardegna, che divenne, il 17 marzo 1861 Regno d'Italia. Sono noti i patrioti romagnoli, particolarmente forlivesi, dediti alla carboneria come Piero Maroncelli e Aurelio Saffi, triumviro della Repubblica Romana.
Nel 1923 dodici comuni del circondario di Rocca San Casciano, parte della cosiddetta Romagna toscana, già della provincia di Firenze, passano alla Provincia di Forlì-Cesena, tra i quali Verghereto, dove si trovano le sorgenti del Tevere, a seguito di una decisione di Mussolini che fece spostare i confini regionali in modo da far rientrare nella sua regione natale le origini del "fiume sacro ai destini di Roma". Forlì e Predappio, in particolare, diventano importanti centri internazionali in quanto località di origine di Benito Mussolini. Numerose sono le testimonianze architettoniche e urbanistiche del periodo. Forlì, tra la fine dell'Ottocento e la fine della seconda guerra mondiale, era una delle prime città industriali d'Italia.

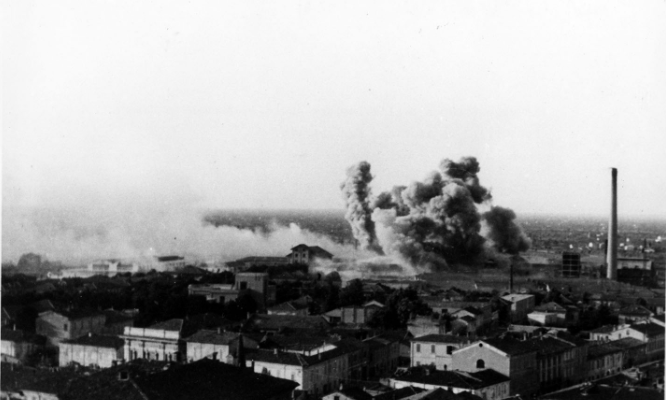
Cesena durante i bombardamenti della seconda guerra mondiale

Dopo l'armistizio dell'8 settembre 1943, anche la Romagna diede il suo contributo alla lotta di resistenza. In particolare, in provincia di Forlì nasce la prima repubblica partigiana, la Repubblica del Corniolo. Nella primavera del 1944 i tedeschi avevano costruito una linea fortificata, denominata Linea Gotica, che si estendeva da Rimini a La Spezia. La linea Gotica costituiva l'ultima forte linea difensiva tedesca prima della Pianura Padana. Il 25 agosto del 1944 scattò l'Operazione Olive, la prima città liberata fu Rimini (21 settembre), mentre l'ultima fu Faenza (16 dicembre). Diversa invece la situazione di tutti i paesi a nord del Senio, che vivono un altro inverno di occupazione nazifascista e dovranno attendere, assieme a Imola e Bologna, l'aprile del 1945 per tornare liberi.
La battaglia politica per il riconoscimento costituzionale della Romagna, che non si era affermato con il regno sabaudo, tornò all'ordine del giorno dopo il 2 giugno 1946, entrando nei lavori dell'Assemblea Costituente. A sostenere l'autonomia romagnola furono personaggi come Aldo Spallicci, Giuseppe Fuschini, Emilio Lussu.
Nel 1989 furono avviati gli insediamenti universitari di Forlì, Rimini, Ravenna e Cesena, con l'attivazione dei primi corsi di laurea decentrati dell'Ateneo di Bologna.
Nel 1992 il circondario di Rimini fu eretto a provincia: la città divenne il terzo capoluogo romagnolo.
Nel 2006 (il 17 e 18 dicembre) si svolsero i referendum di annessione alla regione Emilia-Romagna di sette comuni dell'alta Valmarecchia (Casteldelci, Maiolo, Novafeltria, Pennabilli, San Leo, Sant'Agata Feltria e Talamello), all'epoca inseriti nella provincia di Pesaro-Urbino. Tutte le consultazioni ebbero esito positivo. In attuazione dell'esito dei referendum i sette comuni passarono dalla provincia di Pesaro e Urbino, e quindi dalla regione Marche, alla provincia di Rimini (legge 117 del 3 agosto 2009). Fu un fatto storico poiché per la prima volta una modifica territoriale tra due regioni avveniva in applicazione dell'art. 132 della Costituzione.
Nel 2021 è avvenuto il passaggio alla provincia di Rimini dei comuni di Montecopiolo e Sassofeltrio.

## Politica

### Suddivisione amministrativa
- Italia
  -  Emilia-Romagna
    -  Bologna (7): Borgo Tossignano, Casalfiumanese (esclusa la frazione di San Martino in Pedriolo, oltre il Sillaro), Castel del Rio, Dozza, Fontanelice, Imola, Mordano
    -  Forlì-Cesena (30): Bagno di Romagna, Bertinoro, Borghi, Castrocaro Terme e Terra del Sole, Cesena, Cesenatico, Civitella di Romagna, Dovadola, Forlì, Forlimpopoli, Galeata, Gambettola, Gatteo, Longiano, Meldola, Mercato Saraceno, Modigliana, Montiano, Portico e San Benedetto, Predappio, Premilcuore, Rocca San Casciano, Roncofreddo, San Mauro Pascoli, Santa Sofia, Sarsina, Savignano sul Rubicone, Sogliano al Rubicone, Tredozio, Verghereto (esclusa la frazione di Balze)
    -  Ravenna (18): Alfonsine, Bagnacavallo, Bagnara di Romagna, Brisighella, Casola Valsenio, Castel Bolognese, Cervia, Conselice, Cotignola, Faenza, Fusignano, Lugo, Massa Lombarda, Ravenna, Riolo Terme, Russi, Sant'Agata sul Santerno, Solarolo
    -  Rimini (27): Bellaria-Igea Marina, Casteldelci, Cattolica, Coriano, Gemmano, Maiolo, Misano Adriatico, Mondaino (esclusa la parte del territorio comunale, largamente maggioritaria, che si estende sulla sinistra orografica del Foglia), Montecopiolo[23][24] (tranne i pendii del Monte Carpegna e Monte Boaggine che ricadono nella valle del fiume Foglia), Montefiore Conca, Montegridolfo, Montescudo-Monte Colombo, Morciano di Romagna, Novafeltria, Pennabilli, Poggio Torriana, Riccione, Rimini, Saludecio, San Clemente, San Giovanni in Marignano, San Leo, Sant'Agata Feltria, Santarcangelo di Romagna, Sassofeltrio[23][24], Talamello, Verucchio
    -  Ferrara (1): Argenta (parte)

  -  Marche
    -  Pesaro e Urbino (11): Sassocorvaro Auditore (la vallata del Rio Ventena e l'exclave di Castelnuovo), Carpegna con le sommità del Monte Carpegna e del Simoncello (riferendosi più largamente alle zone rientranti nel bacino del fiume Marecchia)[25], Gabicce Mare, Gradara, Macerata Feltria (solo la piccola zona che rientra nella Valconca), Mercatino Conca, Monte Cerignone (esclusa l'exclave di Valle di Teva), Monte Grimano Terme, Pesaro (le frazioni Casteldimezzo, Colombarone e Fiorenzuola di Focara e più in generale le aree che rientrano nel bacino del torrente Tavollo), Tavoleto (il territorio nelle Valli del torrente Ventena e del rio Ventena), Tavullia (il territorio che ricade nel bacino del Tavollo)[1].

  -  Toscana storicamente vengono considerate parte della Romagna[1][2]:
    -  Firenze (3): Firenzuola, Marradi, Palazzuolo sul Senio, Borgo San Lorenzo (la frazione di Casaglia). Geograficamente sono considerate appartenenti alla Romagna anche: il monte Lavane (comune di San Godenzo)[26] e le sorgenti del rio Campigno;
    -  Arezzo (1): Ca' Raffaello, exclave del comune di Badia Tedalda.
- San Marino
  - Castelli (9):
    - Acquaviva, Borgo Maggiore, Chiesanuova, Domagnano, Faetano, Fiorentino, Montegiardino, Città di San Marino, Serravalle.

## Nella letteratura

### La Romagna nella Divina Commedia
Il primo poeta a parlare della Romagna fu Dante Alighieri. Esiliato da Firenze visse gli ultimi anni a Ravenna, dove morì nel 1321; la città ne conserva tuttora le spoglie.
Nel poema, i romagnoli compaiono in grande quantità, secondi solamente ai toscani. La prima citazione appare nel V Canto dell'Inferno, dove Francesca da Rimini descrive in pochi tratti il territorio romagnolo:
(Inferno, Canto V, 97-99)

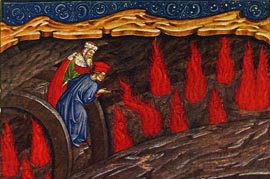
Dante e Virgilio parlano con Guido da Montefeltro nell'ottava bolgia dell'ottavo cerchio

Nell'Ottava bolgia dell'Inferno, dove sono condannati i consiglieri fraudolenti, Dante viene fermato da Guido da Montefeltro (1223-1298), che gli chiede: Dimmi se Romagnuoli han pace o guerra. Il poeta gli risponde ricordando la Romagna con affetto e melanconia (vv. 37-39). Lo rassicura sul fatto che non ci sono focolai di guerra, poi fa un quadro aggiornato della situazione politica città per città:
- Ravenna (vv. 40-42) è sempre sotto i Da Polenta, che hanno esteso il proprio dominio sulla vicina Cervia;
- Forlì (vv. 43-45), dopo il sanguinoso eccidio (Battaglia di Forlì del 1282) dei francesi inviati dal Papa, per toglierla proprio a Guido, è ora sotto il dominio degli Ordelaffi;
- Rimini (vv. 46-48), è governata dai Malatesta, famiglia proveniente da Verucchio, che ha spodestato Montagna dei Parcitati;
- Faenza e Imola (vv. 49-51), indicate dai loro fiumi (rispettivamente Lamone e Santerno), stanno sotto Maghinardo Pagani, il cui emblema è un leone in campo bianco;
- Cesena (vv. 52-54), indicata dal fiume Savio che la bagna, vive tra tirannia e libero comune.

(Inferno, Canto XXVII, 37-54)
Il Po di Primaro costituiva il limite settentrionale della regione, inclusi i suoi rami deltizi. Nel XIV canto del Purgatorio, infatti, il sommo poeta scrive che la Romagna si estendeva:
(Purgatorio, Canto XIV)
Nello stesso canto Dante ricomprende esplicitamente il Montefeltro nella Romagna, allorché incontra Guido del Duca, bertinorese, e Rinieri da Forlì e si lamenta con essi del degenerare delle nobili schiatte romagnole:
(Purgatorio, Canto XIV)
Viene citata anche la cascata dell'Acquacheta, presso San Benedetto in Alpe (FC), sempre nella Divina Commedia (Inf. XVI, 94-102):
prima dal Monte Viso 'nver' levante,

da la sinistra costa d'Apennino,

che si chiama Acquacheta suso, avante

che si divalli giù nel basso letto,

e a Forlì di quel nome è vacante,

rimbomba là sovra San Benedetto

de l'Alpe per cadere ad una scesa

ove dovea per mille esser recetto;

così, giù d'una ripa discoscesa,

trovammo risonar quell'acqua tinta,

sì che 'n poc'ora avria l'orecchia offesa.»
In un commento alla Divina Commedia il quattrocentesco Giovanni di Serravalle conferma l'inclusione del Montefeltro nella Romagna. Così commenta il passo in cui Dante fa cenno a San Leo: In Romandiola est unus mons qui dicitur Monsfeltri, super illum est una civitas quae vocatur Sancti Leonis.

### La Romagna nella poesia
Giovanni Pascoli
In una celebre raccolta, Myricae, Giovanni Pascoli descrive la Romagna con versi che sono rimasti immortali:
(Giovanni Pascoli, Romagna (a Severino), da Myricae.)

## Monumenti e luoghi d'interesse
Tutti i principali centri abitati della Romagna hanno più di duemila anni. In Romagna esistono pertanto tesori inestimabili.

### Architetture religiose

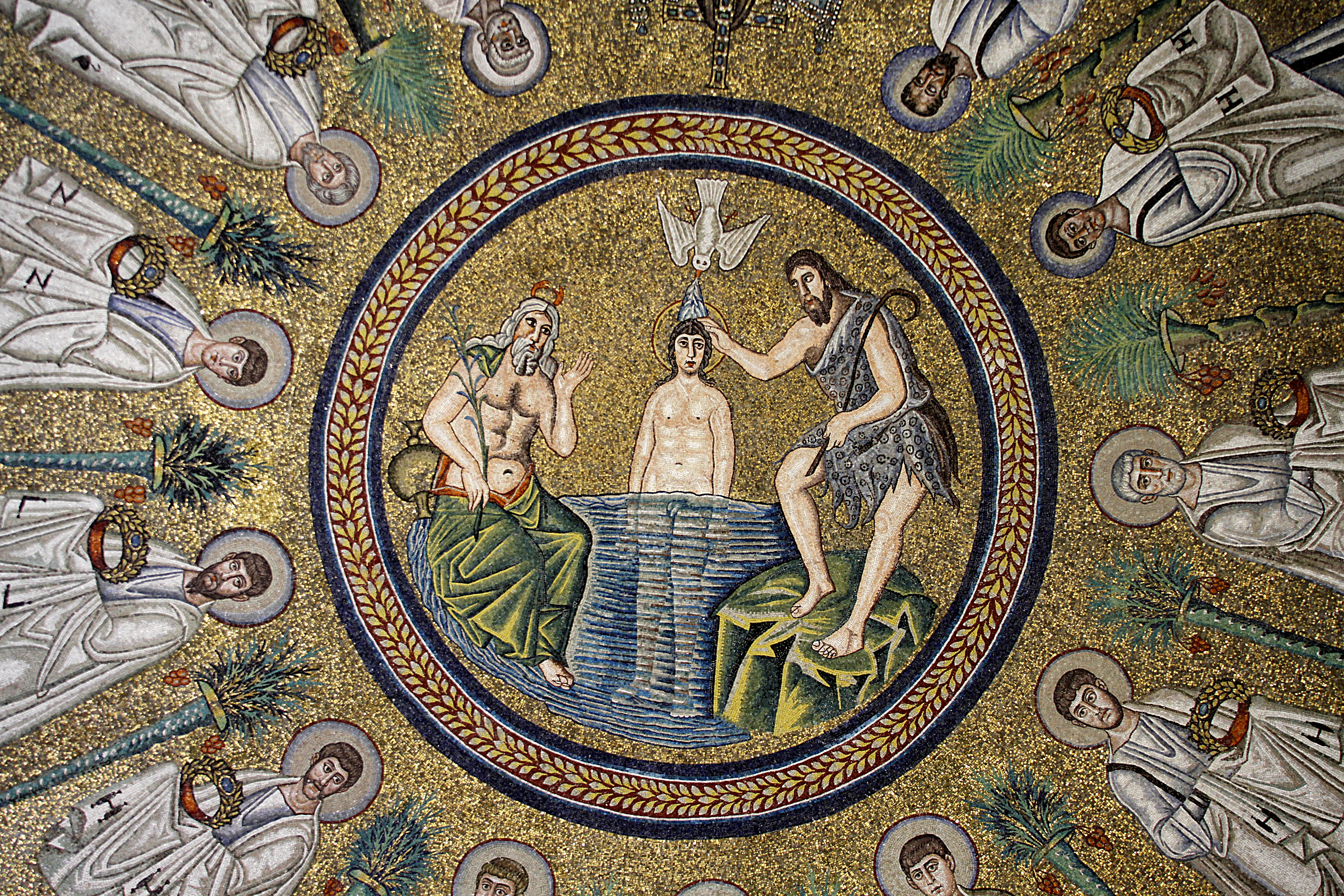
Battistero degli Ariani (Ravenna)

Monumenti paleocristiani di Ravenna
La città fu capitale dell'Impero romano d'Occidente, del Regno ostrogoto e dell'Esarcato bizantino d'Italia. Otto dei monumenti paleocristiani di Ravenna risalenti a quest'epoca sono iscritti nel registro dei patrimoni dell'umanità:
- Mausoleo di Galla Placidia (prima metà del IV secolo, post 426)
- Battistero Neoniano (430 circa, decorato verso il 458)
- Cappella Arcivescovile (500 circa)
- Basilica di Sant'Apollinare Nuovo (inizio del VI secolo, con ridecorazione parziale nella seconda metà del VI secolo)
- Mausoleo di Teodorico (520 circa)
- Battistero degli Ariani (prima metà del VI secolo)
- Basilica di San Vitale (prima metà del VI secolo)
- Basilica di Sant'Apollinare in Classe (consacrata nel 547)

Monumenti medievali e rinascimentali
Le chiese di rilievo costruite tra il VII e il XVI secolo sono:
- Pieve di San Pietro in Sylvis (Bagnacavallo)
- Pieve di San Giovanni Battista in Ottavo (Brisighella), detta anche Pieve del Thò
- Basilica Cattedrale di San Giovanni Battista (Cesena)
- Chiesa di Santa Cristina (Cesena)
- Abbazia di Santa Maria del Monte (Cesena)
- Pieve di Ronta (Cesena)
- Chiesa della Commenda (Faenza)
- Abbazia di San Mercuriale (Forlì)
- Cattedrale di San Cassiano (Imola)
- Pieve di Polenta, (nel forlivese), la località è nota anche per essere stata l'origine dei Da Polenta
- Chiesa di Santa Maria Maggiore (Ravenna)
- Tempio malatestiano (Rimini)
- Basilica Concattedrale di san Vicinio (Sarsina)

### Architetture civili
Epoca romana
A Rimini si possono osservare due monumenti di grandissimo interesse: il Ponte di Tiberio e l'Arco di Augusto. Costruiti tra I e II secolo e mai distrutti, hanno attraversato venti secoli di storia. L'Arco è il punto di partenza della Via Flaminia; il Ponte di Tiberio svolge tuttora la sua funzione, inserito nel traffico quotidiano della città.
Da ammirare anche il ponte romano di Savignano sul Rubicone, a tre arcate. Un'altra città su cui i Romani hanno lasciato la loro impronta è Sarsina, patria di Plauto, commediografo del III secolo a.C. La cittadina possiede un museo archeologico nazionale e due monumenti funebri di primaria importanza, quello di Obulacco e quello di Rufo. Nel XXI secolo è venuta alla luce a Rimini la Domus del chirurgo ricca di pavimenti a mosaici e di una inestimabile collezione di strumenti per la chirurgia e la farmacologia dell'epoca tardo imperiale, ricca di messaggi di ringraziamento per il medico, scritti sui muri dai pazienti ricoverati.
Medioevo

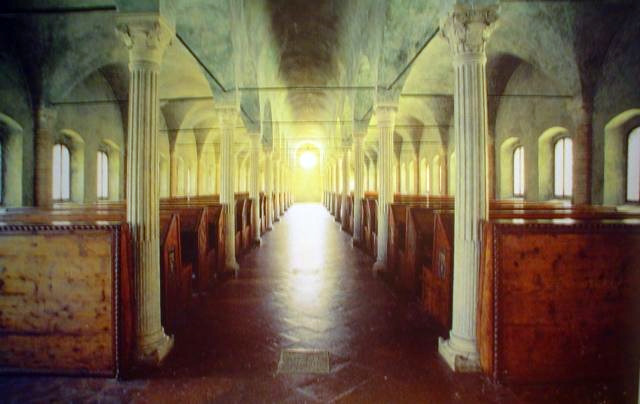
La Biblioteca Malatestiana di Cesena

Tra il X e l'XI secolo costruito a Cesena il Ponte Franco o Ponte di san Martino, dietro l'omonima porta muraria.
Una delle più importanti testimonianze di architettura civile nel Medioevo è sicuramente la Biblioteca Malatestiana di Cesena. Costruita nel XV secolo, in pieno Umanesimo, è stata la prima biblioteca aperta al pubblico d'Europa. Dal 2005 è iscritta nel Registro della Memoria del Mondo UNESCO.
Teatri
Durante il dominio dello Stato Pontificio la Romagna si riempie di teatri: se ne costruiscono in ogni centro abitato.

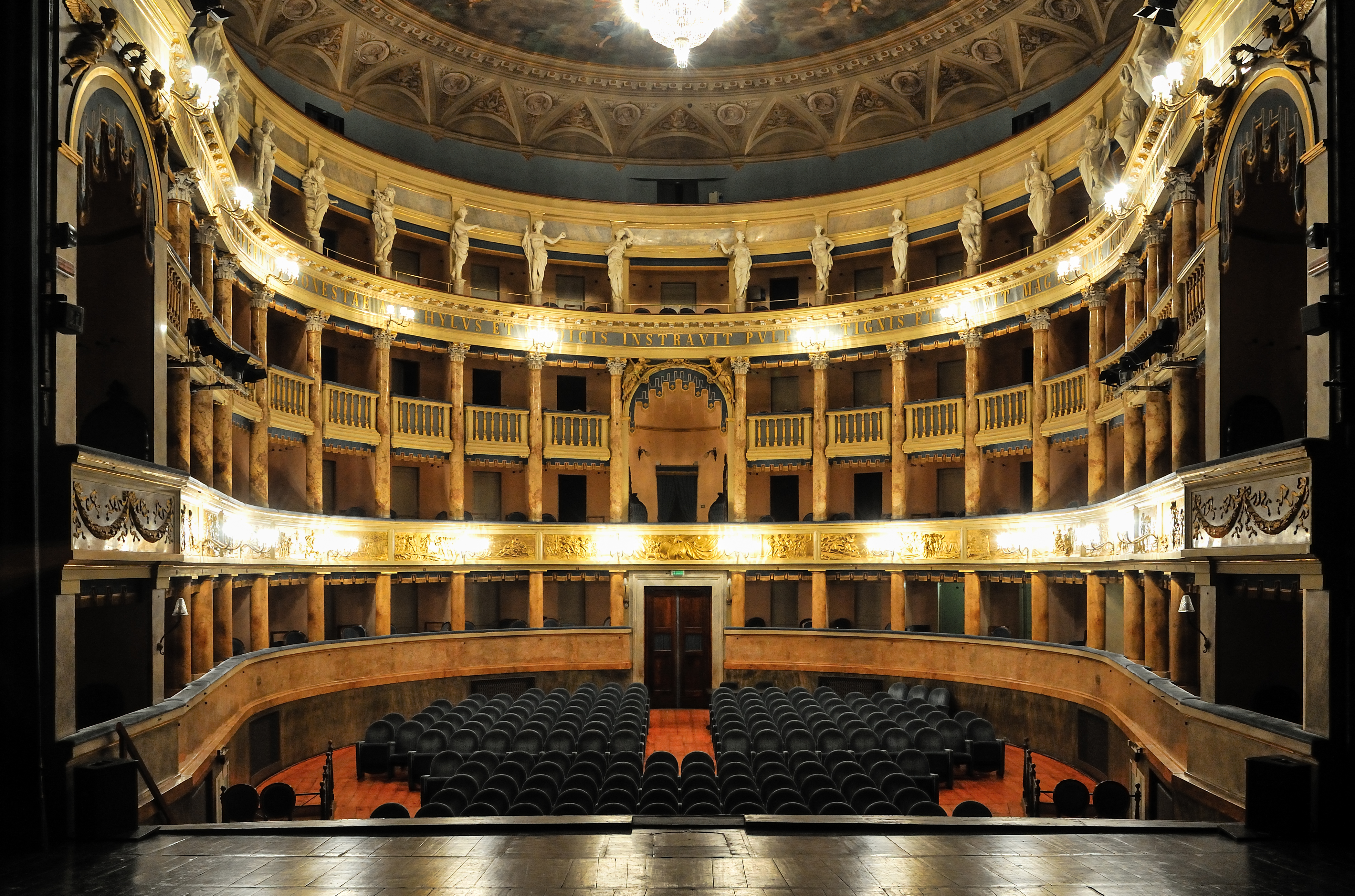
L'interno del Teatro Masini di Faenza

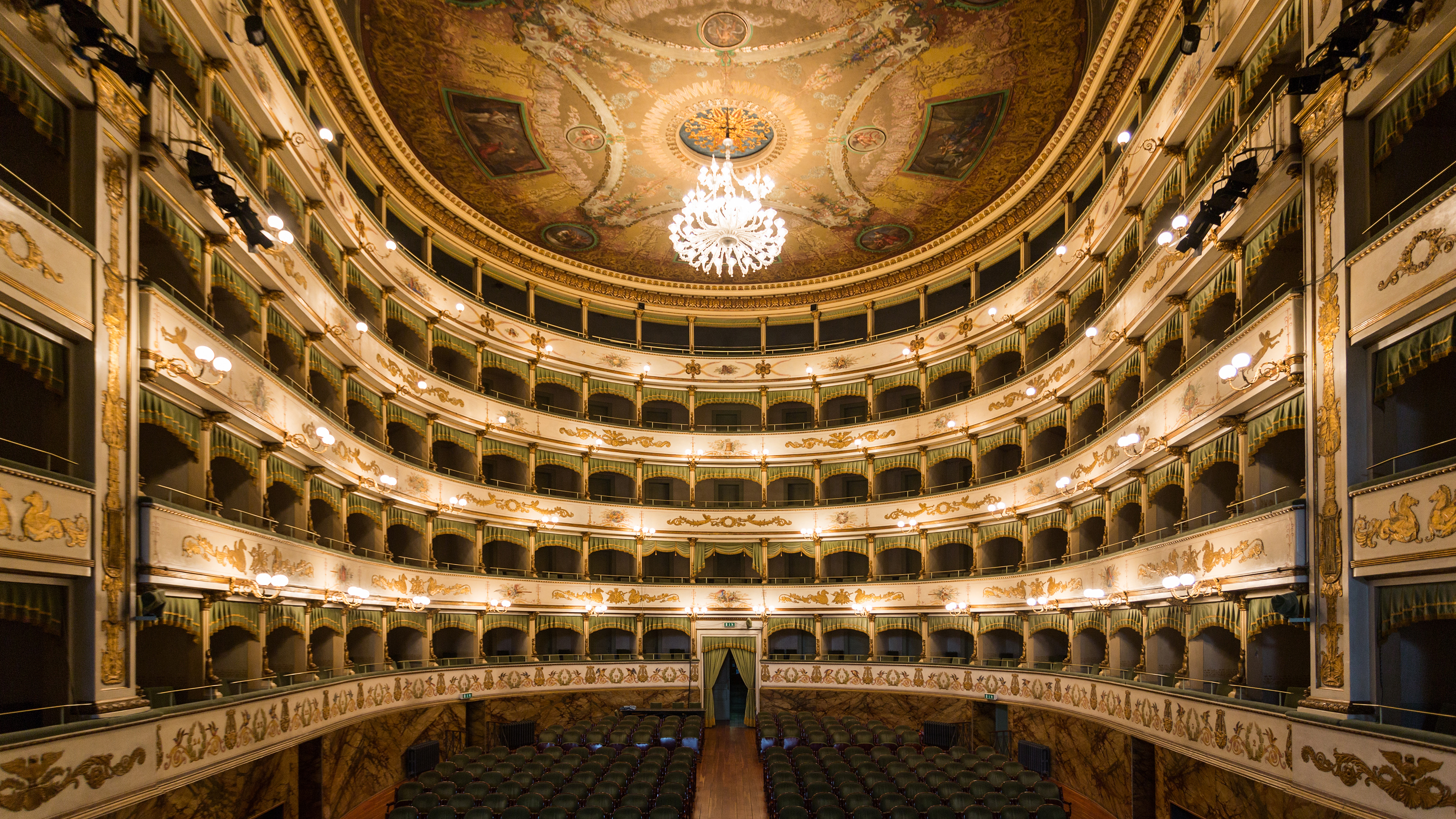
L'interno del Teatro Bonci di Cesena

Elenco in ordine cronologico per anno di costruzione dei teatri pubblici in Romagna:
- 1723: Mariani di Sant'Agata Feltria
- 1758: Rossini di Lugo
- 1776: Comunale di Forlì (distrutto nel 1944)
- 1780: Masini di Faenza
- 1810: Stignani di Imola
- 1829: Pedrini di Brisighella
- 1837: Dragoni di Meldola
- 1840: Goldoni di Bagnacavallo
- 1846: Bonci di Cesena
- 1852: Alighieri di Ravenna
- 1857: Galli di Rimini
- 1860: Comunale di Cervia
- 1870: Petrella di Longiano
- 1881: Verdi di Forlimpopoli
- 1887: Comunale di Russi

I teatri di Bagnacavallo, Brisighella e Cervia entreranno in funzione verso la fine dell'Ottocento.

#### Architettura neoclassica
Nel 1733 a Cesena si iniziò a costruire un nuovo ponte sul fiume Savio. Il precedente, eretto dai Malatesta, era stato distrutto dall'ennesima piena il Ponte di San Clemente (dal nome del committente). Oggi è conosciuto come Ponte Vecchio.
Tra il Settecento e l'Ottocento Faenza divenne un importante centro del neoclassicismo a livello europeo. Molti palazzi nel centro storico, che ne caratterizzano l'urbanistica, sono una chiara testimonianza dell'epoca. L'esempio più rappresentativo, sia a livello architettonico sia artistico, della realtà faentina è Palazzo Milzetti, oggi Museo nazionale dell'età neoclassica in Romagna.
Architettura futurista
Un esempio di architettura futurista in Romagna è la colonia estiva «Le Navi» di Cattolica. Progettato da Clemente Busiri Vici, il complesso fu inaugurato il 28 giugno 1934.
Architettura fascista
Essendo Benito Mussolini forlivese di origine le città romagnole sono state interessate da numerosi lavori in epoca fascista. L'arte del Ventennio è stata rivalutata ed è considerata all'interno delle correnti moderniste del primo Novecento. Esempi di architettura fascista in Romagna sono:
- Piazzale della Vittoria, Viale della Libertà e la stazione ferroviaria (Forlì)
- Complesso termale (Castrocaro Terme)
- Palazzo del fascio e il viale principale (Predappio)
- Ponte littorio di fronte alla scuola marittima Luigi Rizzo, poco distante la scuola elementare «Decio Raggi» (Rimini)
- "Palazzo del Fascio" fra la Via Emilia e la Via XX Settembre (Imola)

### Architetture militari
- Rocca Malatestiana (Cesena)
- Forte di San Leo (San Leo)
- Castel Sismondo (Rimini)
- Rocca Manfrediana (Brisighella)
- Rocca di Riolo Terme
- Rocca Sforzesca (Imola)
- Rocca di Bagnara
- Rocca Estense (Lugo)
- Torre di Oriolo (Faenza)
- Torre del Marino (Brisighella)
- Rocca Vescovile (Bertinoro)

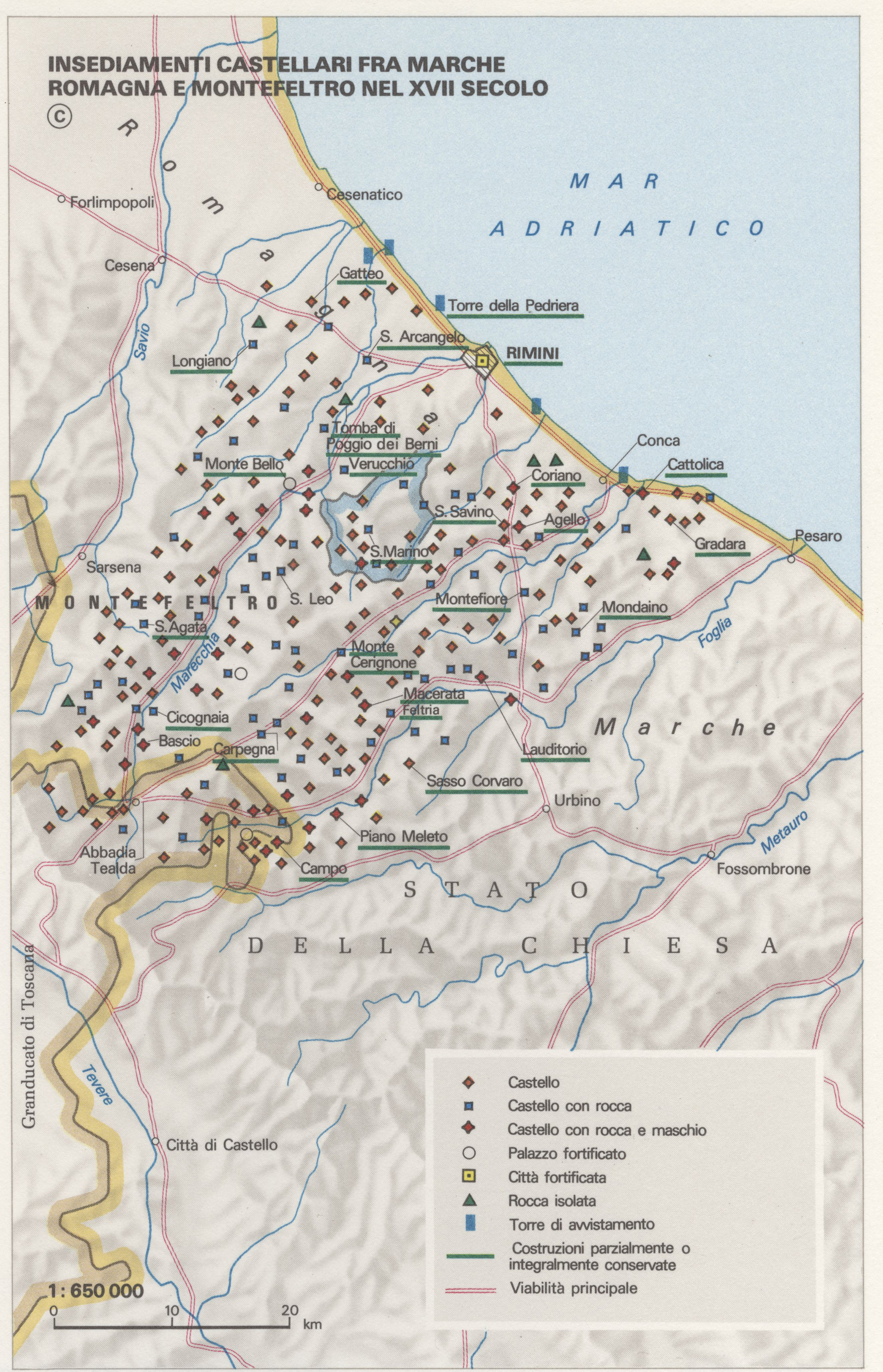
Mappa dei castelli e fortezze fra la Romagna e le Marche

- Rocca di Montepoggiolo (Castrocaro Terme e Terra del Sole)
- Fortezza di Terra del Sole
- Castello Malatestiano (Longiano)
- Rocca di Meldola
- Castello di Teodorano (Meldola)
- Rocca di Forlimpopoli
- Rocca delle Caminate (Meldola)
- Castello del Capitano delle Artiglierie (Castrocaro Terme e Terra del Sole)
- Castello di Cusercoli (Civitella)
- Rocca Malatestiana (Montefiore Conca)
- Castello di Montebello (Poggio Torriana)
- Rocca Fregoso (Sant'Agata Feltria)
- Rocca Malatestiana (Verucchio)
- Castello Malatestiano (Santarcangelo di Romagna)
- Castello Malatestiano (Coriano)
- Castello Malatestiano (Gatteo)
- Rocca Sforzesca di Dozza

### Siti archeologici
- Colle Garampo (Cesena)
- Civitas Classis (Classe di Ravenna)
- Mevaniola (nei pressi di Galeata)
- Domus dei tappeti di pietra (Ravenna)
- Domus del Triclinio (Ravenna)
- Anfiteatro romano di Rimini
- Domus del chirurgo (Rimini)
- Villa romana di Russi
- Villa Romana di Colombarone ( sito web (archiviato dall'url originale il 30 ottobre 2019).) (nelle vicinanze di Gabicce Mare)
- Esposizione archeologica di Palazzo Mazzolani (Faenza)

### Aree naturali

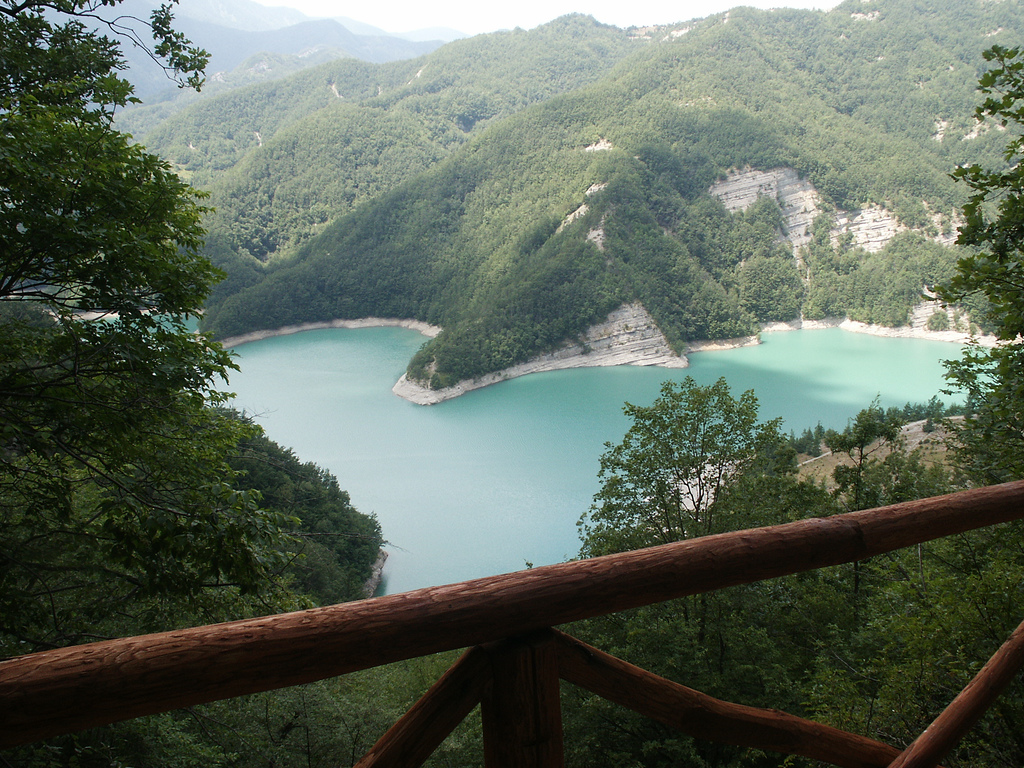
La diga di Ridracoli immersa nel Parco nazionale delle Foreste Casentinesi, Monte Falterona e Campigna

Un'accorta politica di protezione ambientale ha portato, nella seconda metà del XX secolo alla creazione di numerosi parchi e aree protette:
Parchi
- EUAP0016 Parco nazionale delle Foreste Casentinesi, Monte Falterona e Campigna;
- EUAP0181 Parco regionale del Delta del Po (Emilia-Romagna)
- EUAP0969 Parco naturale regionale del Sasso Simone e Simoncello;
- EUAP0696 Parco regionale della Vena del Gesso Romagnola;
- EUAP0970 Parco naturale regionale del Monte San Bartolo;

Riserve Naturali
- EUAP0076 Riserva naturale Badia Prataglia (condivisa con la Toscana)
- EUAP0256 Riserva naturale orientata Bosco della Frattona (Imola)
- EUAP0257 Riserva naturale orientata Bosco di Scardavilla (Meldola, FC)
- EUAP0062 Riserva naturale Campigna (Appennino forlivese)
- EUAP0075 Riserva naturale Sasso Fratino (Appennino forlivese)
- EUAP0064 Riserva naturale Duna costiera di Porto Corsini (Ravenna)
- EUAP0061 Riserva naturale Bosco della Mesola (Mesola, FE)
- EUAP0065 Riserva naturale Duna costiera ravennate e foce torrente Bevano (Ravenna)
- EUAP0067 Riserva naturale Foce Fiume Reno (Ravenna)
- EUAP0069 Riserva naturale Pineta di Ravenna (Ravenna)
- EUAP0074 Riserva naturale Salina di Cervia (Cervia)
- EUAP0264 Riserva naturale speciale di Alfonsine (Alfonsine, RA)
- EUAP0261 Riserva naturale orientata di Onferno (Gemmano, RN)

## Società

### Comuni più popolosi
|     | Comune     | Popolazione (31-12-2024) | Provincia    | Superficie (km²) |
| --- | ---------- | ------------------------ | ------------ | ---------------- |
| 1º  | Ravenna    | 156 444                  | Ravenna      | 653,82           |
| 2º  | Rimini     | 150 630                  | Rimini       | 135,71           |
| 3º  | Forlì      | 117 609                  | Forlì-Cesena | 228,2            |
| 4º  | Cesena     | 95 887                   | Forlì-Cesena | 249,47           |
| 5º  | Imola      | 69 350                   | Bologna      | 205,02           |
| 6º  | Faenza     | 58 800                   | Ravenna      | 215,76           |
| 7º  | Riccione   | 34 384                   | Rimini       | 17,5             |
| 8º  | Lugo       | 32 152                   | Ravenna      | 117,06           |
| 9º  | Cervia     | 28 958                   | Ravenna      | 82,27            |
| 10º | Cesenatico | 26 005                   | Forlì-Cesena | 45,16            |

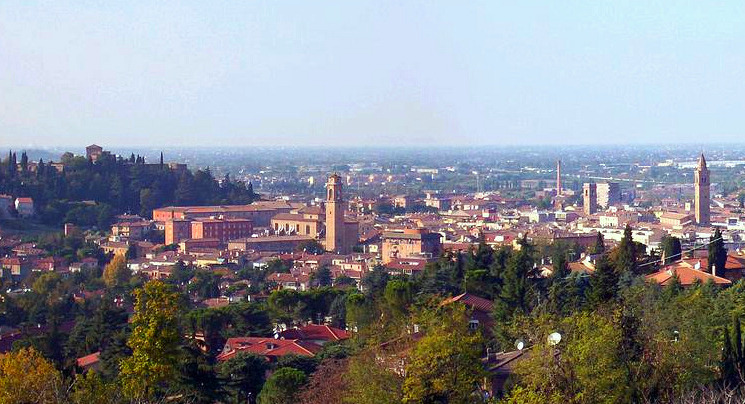
Panorama di Cesena e le sue colline
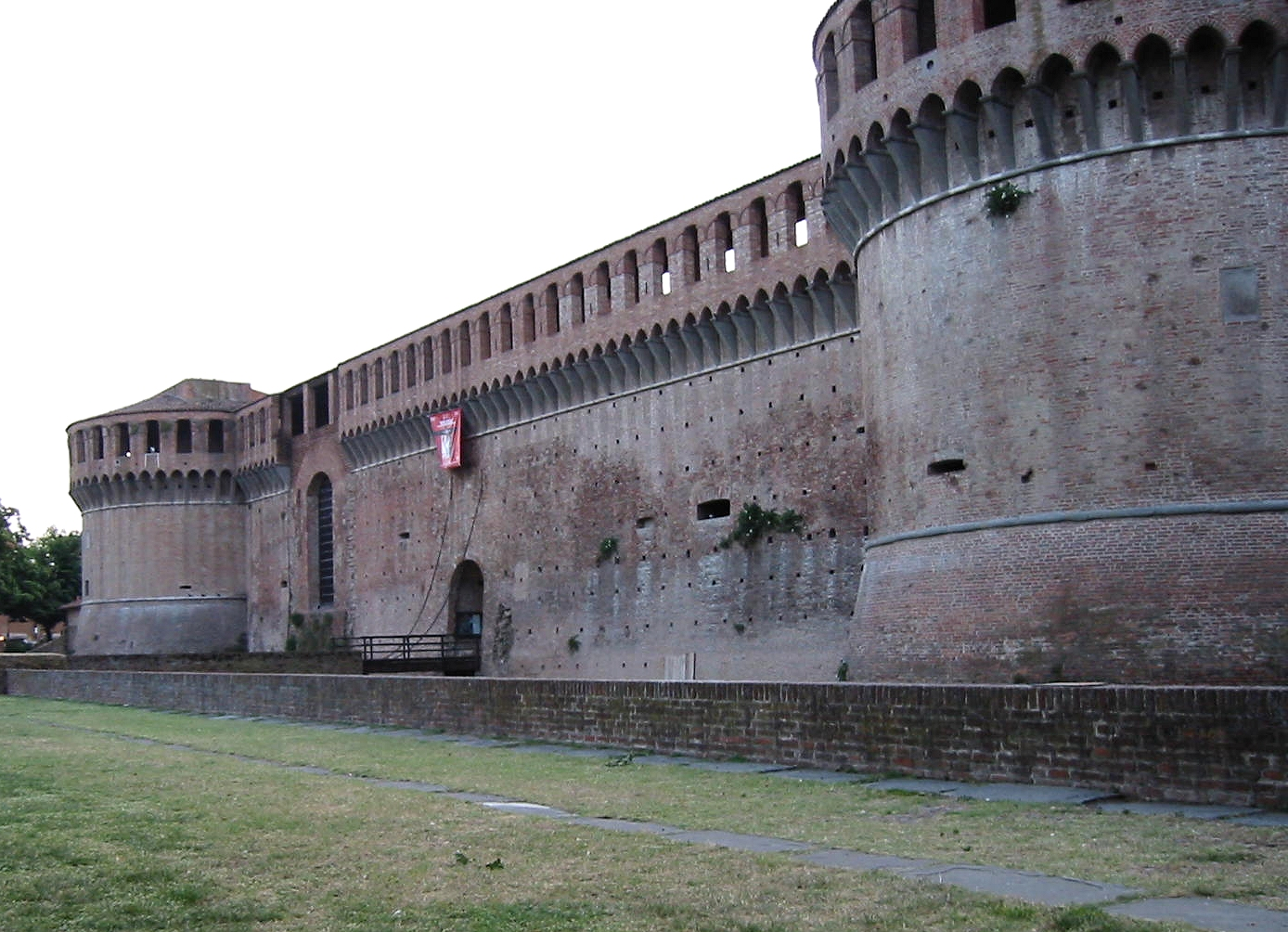
La Rocca sforzesca, Imola
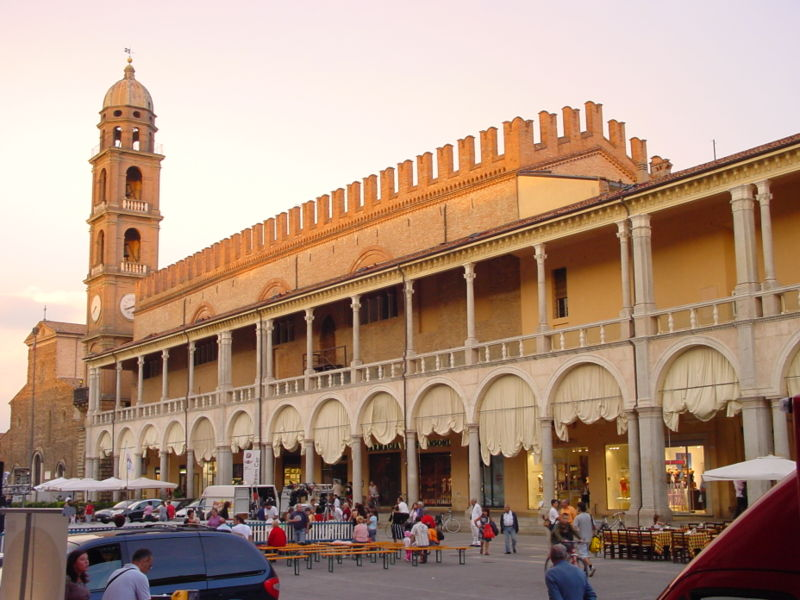
Piazza del Popolo, Faenza
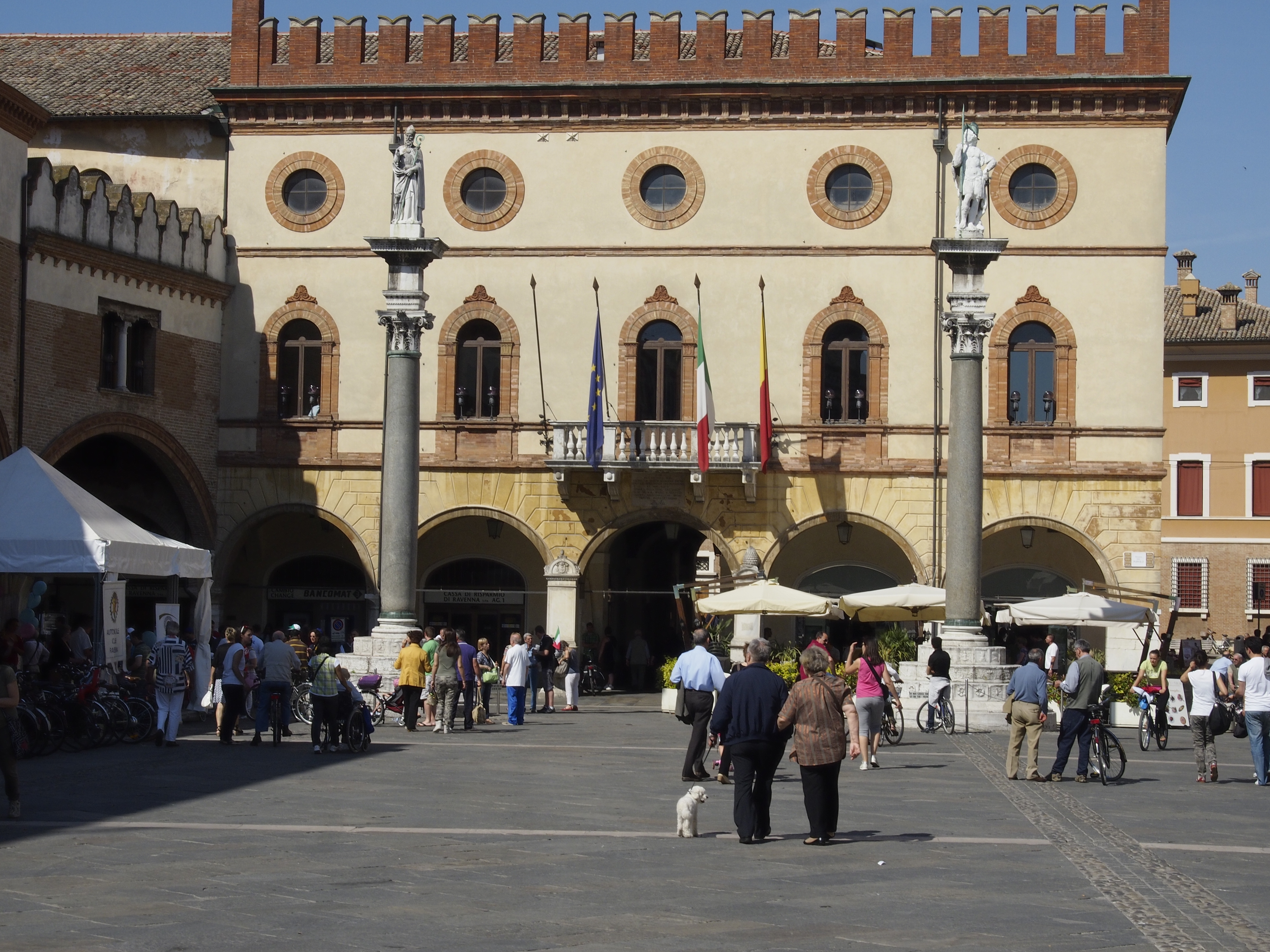
Piazza del Popolo, Ravenna
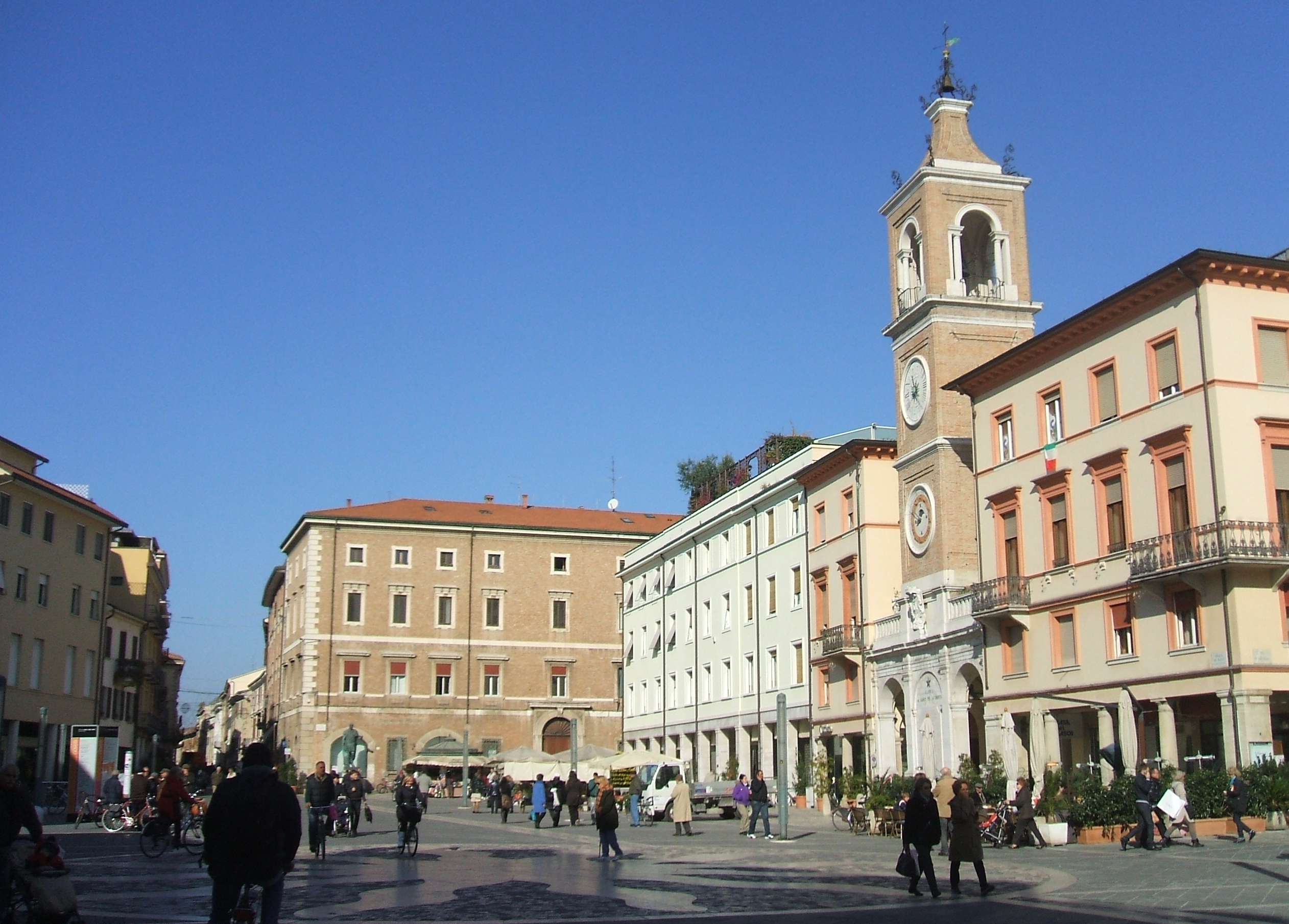
Piazza Tre Martiri, Rimini
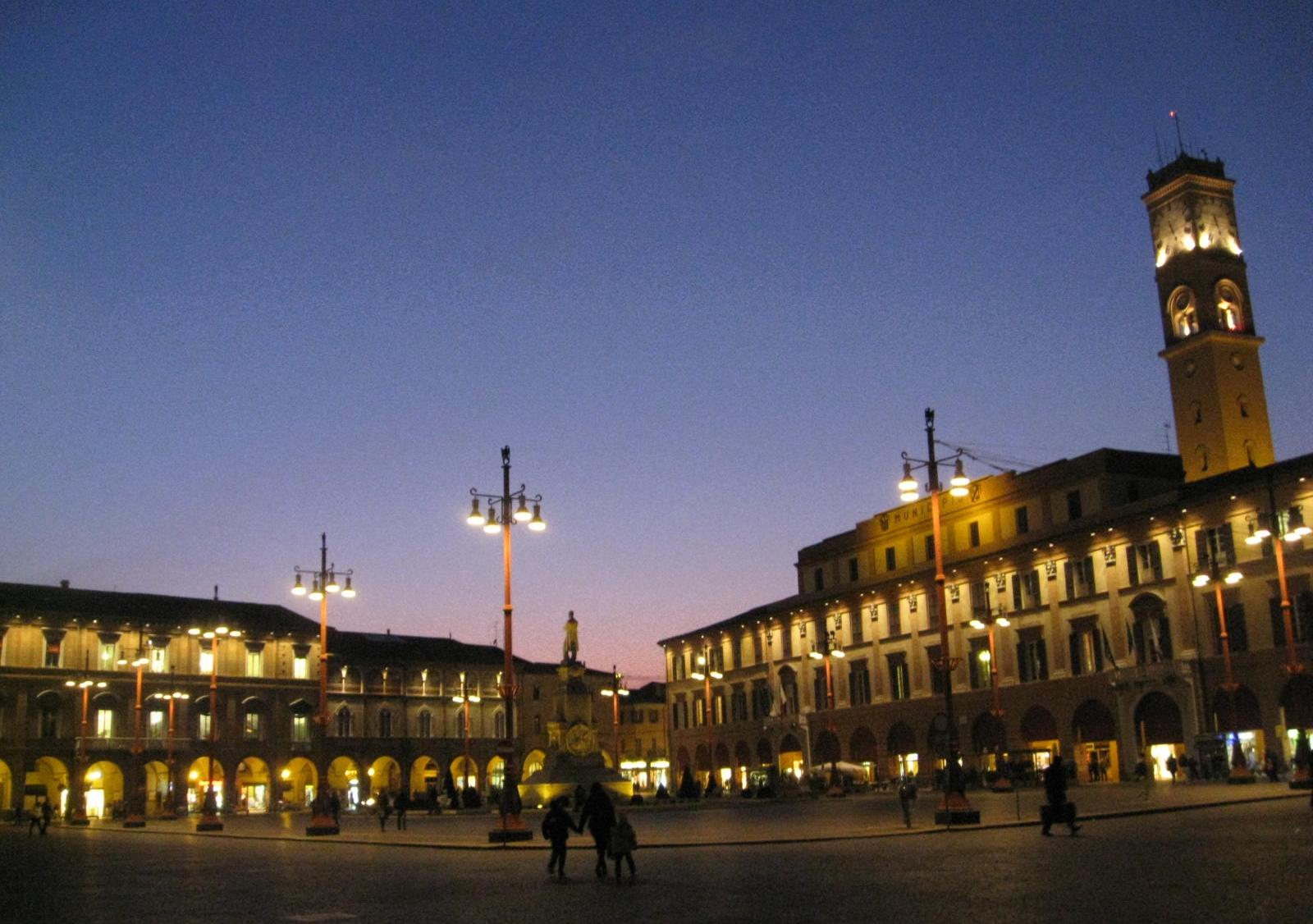
Piazza Saffi, Forlì

### Lingue e dialetti

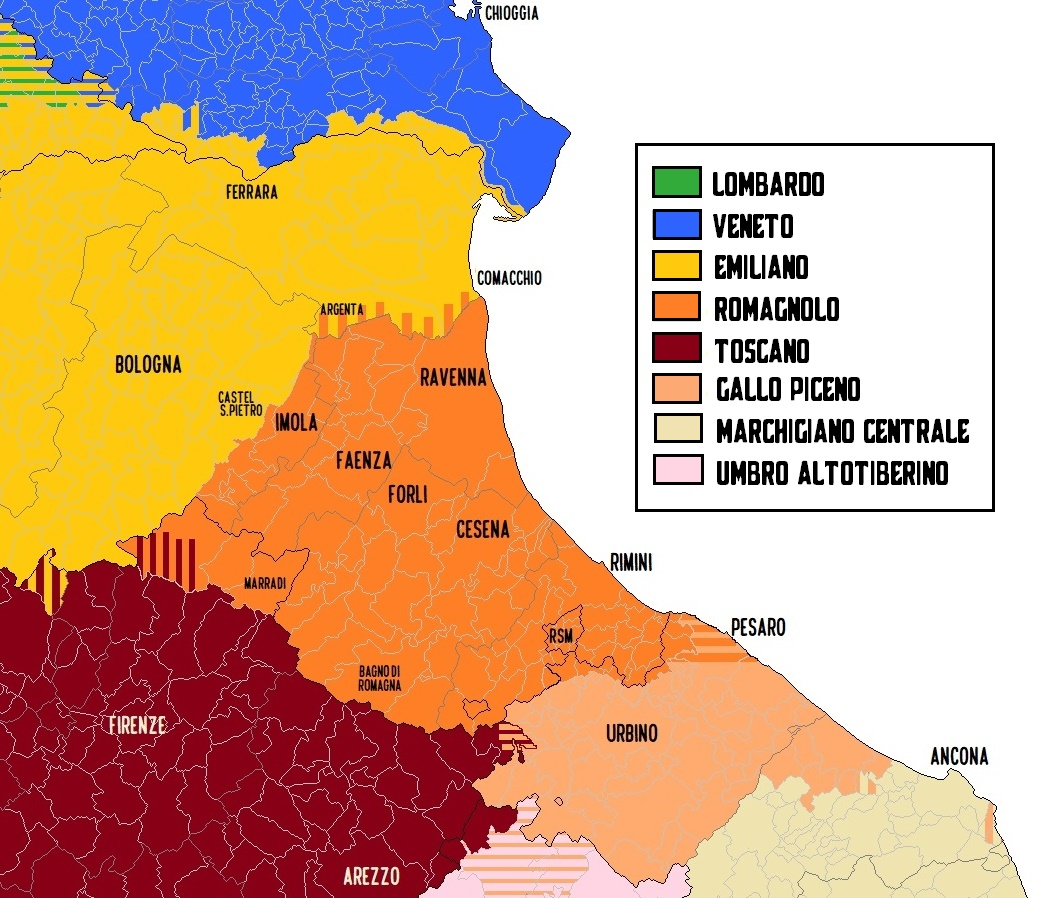
Mappa linguistica della Romagna

La lingua regionale è il romagnolo, incluso nella famiglia delle lingue gallo-italiche. Oltre alla lingua italiana in Romagna non sono ufficialmente riconosciute altre lingue.
Il romagnolo è caratterizzato da un forte rilievo delle consonanti nelle parole e da una notevole moltiplicazione dei fonemi vocalici rispetto all'italiano, che ne ha solo sette. Come per altri idiomi, pur mantenendo una base comune, esistono varie forme di questa lingua, ognuna con caratteristiche proprie. Per esempio "vino" è detto "vèn" a Ravenna e "bé" (stesso significato anche di "bere": il vino è il bere per eccellenza) a Forlì.
La lingua romagnola è una lingua neolatina, distinta dal toscano e, conseguentemente, dall'italiano; per tale ragione va riconosciuta pari dignità con quest'ultima. Toscano e romagnolo sono lingue contemporanee.

### Religione
Il territorio romagnolo è diviso in sette diocesi della Chiesa cattolica: Ravenna-Cervia, Rimini e San Marino-Montefeltro, Cesena-Sarsina, Forlì-Bertinoro, Faenza-Modigliana e Imola. Le diocesi romagnole (tranne quella di Rimini e Montefeltro) hanno promosso un Istituto superiore di scienze religiose. L'istituto, denominato «I.S.S.R. "Sant'Apollinare"», ha sede a Forlì, nel seminario diocesano.
Il cristianesimo si è diffuso in Romagna da Classe. A Classe, infatti, era di stanza una flotta militare romana, con molti soldati provenienti dal Vicino Oriente, la zona di diffusione originaria della religione cristiana. Secondo gli studiosi, la nuova religione arrivò anche attraverso l'Umbria.
Alcuni dei santi venerati in Umbria nei primi tempi del Cristianesimo sono venerati anche in Romagna: Sant'Eustachio, San Valentino e San Savino.

### Tradizioni e folclore

#### Canto popolare
La prima raccolta a stampa che comprende anche alcuni canti popolari romagnoli si deve al lavoro di Michele Placucci, a sua volta debitore del lavoro di raccolta di Basilio Amati, di Mercato Saraceno (inchiesta napoleonica del 1811). Placucci, nel suo "Usi, e pregiudizj de' contadini della Romagna" (Forlì, Tipografia Barbiani, 1818), raccoglie molti canti legati al ciclo della vita umana, dell'anno e del lavoro. Nel 1894 esce a Forlì il Saggio di canti popolari romagnoli raccolti e annotati, Forlì, Luigi Bordandini Tipografo-Editore, a cura di Benedetto Pergoli, all'epoca direttore della biblioteca comunale. Si tratta della più importante opera dell'Ottocento riguardante canti popolari romagnoli ed è la prima che contiene anche trascrizioni su pentagramma, a cura di Alberto Pedrelli. Scopo dell'opera era raccogliere testi e musiche di, tra l'altro, "cañti" (canzoni romanzesche, storiche, domestiche), canti narrativi, stornelli, stornelle, canti a la stesa, ninne nanne, eccetera. Un repertorio che, fino ad allora era stato tramandato solo oralmente.

#### Danza popolare in Romagna
Nelle valli romagnole, prima dell'avvento del ballo liscio, che ha reso celebre la Romagna a livello nazionale e internazionale, esisteva una forma di ballo conosciuto come Bal spécc, appartenente alla categoria dei balli staccati. La danza, prima dell'enorme successo che ha avuto il ballo di coppia, era una pratica sociale rituale, che non prevedeva un contatto corporeo all'interno della coppia. Anche il concetto stesso di "coppia fissa" non esisteva nel Bal spécc: le ricerche etnomusicologiche effettuate negli anni settanta e ottanta del XX secolo hanno dimostrato che la maggior parte delle danze romagnole era legata a una coreografia precisa, sovente in cerchio, con cambio di partner. Ciò era funzionale al fatto che ogni cavaliere avrebbe interagito con ogni dama del cerchio, senza che il corteggiamento di una dama in particolare assumesse particolare evidenza.
Si possono classificare le danze di tradizione praticate in Romagna secondo un criterio geografico o un criterio tipologico:
- Criterio geografico. I balli cui si fa riferimento variavano, come le cadenze dialettali, nel giro di pochi chilometri poiché le comunità erano chiuse e i mezzi di comunicazione erano relativamente lenti. Per tale ragione, oggi la denominazione di un ballo è sempre seguita dall'indicazione della località dove è stato riscoperto.
- Dal punto di vista tipologico, la danza più praticata in Romagna era il saltarello, denominato in certe zone "balinsia" o "russiano", seguito in ordine quantitativo dalle manfrine, dai tresconi, dalle quadriglie e da forme più rare come furlana e bergamasco. Va rilevata anche la diffusione, tra i ceti sociali meno abbienti, di forme popolari di balli da sala ottocenteschi: a Tredozio troviamo una "marsigliesa", derivata dalla Varsovienne, mentre a Galeata, Premilcuore, Palazzuolo, Castel del Rio (e nella frazione Valmaggiore) troviamo le "sòtis", tutte forme localizzate derivate dalle scottish diffuse in tutta Europa. È singolare il fatto che la scottish venisse ballata in Europa nell'Ottocento esattamente come valzer, polka e mazurca. Di questi quattro balli solo gli ultimi tre entrarono nel novero del "liscio" mentre la scottish non venne più praticata nelle sale e sopravvisse solo in campagna o nelle vallate montane.

#### Orchestre di musica da ballo
(dal valzer Romagna mia di Secondo Casadei)

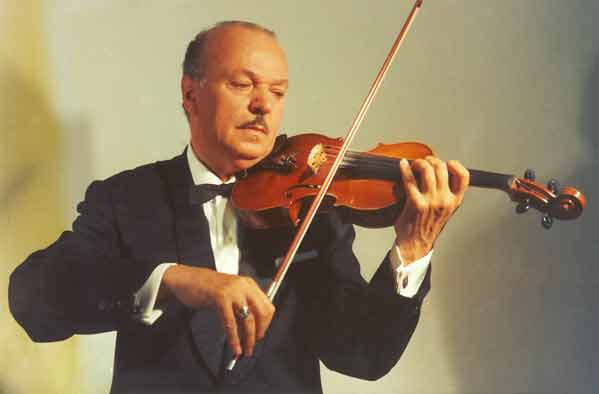
Secondo Casadei

Il capostipite della musica da ballo romagnola è il savignanese Carlo Brighi (1853-1915), detto Zaclén. Brighi, violinista e compositore, è considerato il creatore del liscio. Negli anni dieci fondò la prima balera a Bellaria. Negli anni venti il ballo liscio si diffuse in tutta la Romagna. Dal 1928 il violinista Secondo Casadei (1906-1971) proseguì l'opera di Zaclén, apportando alla musica folkloristica romagnola molte novità, e divulgando con grande passione e tenacia il liscio in tutta la penisola con la sua orchestra. Casadei partecipò ai più importanti festival musicali del suo tempo, compreso il "Festivalbar". Solo l'improvvisa morte impedì la sua partecipazione al Festival di Sanremo. Casadei rimane il più importante musicista romagnolo di tutti i tempi.
Il suo maggior successo nazionale porta la data del 1954, quando incise Romagna mia. La canzone divenne ben presto l'inno nazionale di Romagna, ma anche un successo mondiale: è la quarta canzone italiana più cantata nel mondo. Le composizioni più note di Casadei in romagnolo sono Un bès in bicicleta (Un bacio in bicicletta), Balè, burdèli! (Ballate, ragazze!), Burdèla avèra (Ragazza avara). Al fianco di Casadei suonò per quindici anni Carlo Baiardi (1915-1997), uno dei maggiori sassofonisti di liscio romagnolo, insieme a Primo Lucchi e Ivano Nicolucci.
Un'altra orchestra romagnola tra le più note è quella fondata da Roberto Giraldi (fisarmonicista, in arte Castellina) e Giovanni Pasi (sassofonista): l'Orchestra Castellina-Pasi. Nata alla metà degli anni sessanta, ha conseguito tre volte il disco d'oro RCA per le vendite.

#### Ballerini romagnoli
Nati spontaneamente in tutte le città romagnole, propongono il repertorio del liscio e si esibiscono nelle piazze, specialmente in occasione di feste e sagre. Mentre i canterini romagnoli vestono i costumi tradizionali, l'abbigliamento dei ballerini è quello moderno da esibizione. Come i canterini romagnoli, non sono professionisti, ma grandi appassionati del genere.
Il primo gruppo spettacolo di ballo romagnolo fu il «Gruppo canterini e danzerini romagnoli "Turibio Baruzzi"» di Imola, che negli anni cinquanta aggiunse un corpo di ballo al coro di canterini. Fu seguito nel decennio successivo dal «Gruppo folkloristico balli tipici romagnoli» di Forlì.
Dagli anni settanta i gruppi di ballerini romagnoli sono organizzati dalle scuole di ballo. Da allora la fascia di età delle coppie che si esibiscono si è ampliata e va dai 6 anni in su.

#### Archibugeria
Un'antica tradizione romagnola è l'archibugeria, ovvero la costruzione artigianale di armi e macchine da guerra. L'officina storica romagnola è una delle due sole fucine esistenti in tutt'Italia. Gli artigiani armaioli conservano questa antica tradizione.

### Simboli

#### La Caveja

La caveja era (ed è tuttora) uno dei tanti motivi decorativi utilizzati nella stampa a ruggine dei tessuti, tipica della tradizione romagnola

La Caveja è considerata per eccellenza il simbolo della Romagna; questa parola romagnola proviene dalla tradizione contadina, e indica un'asta di acciaio saldata a un apice (pagella) decorata con "anelli musicali" e immagini simboliche. I simboli più diffusi, inseriti fra elementi decorativi, erano quelli del gallo, della mezzaluna, del Sole, dell'aquila e alcuni simboli cristiani, tra cui la croce e la colomba.
La Caveja serviva a bloccare il giogo, trainato dai buoi, al timone dell'aratro o del carro, per evitare che il timone slittasse in caso di rallentamento improvviso. Il disegno nella parte superiore della caveja rappresentava il casato o la famiglia del proprietario terriero. Il numero degli anelli era proporzionale all'importanza della famiglia.

#### Stemma attribuito
Nel 1682 l'erudito veneziano Giulio Cesare da Beatiano descrisse, nella sua opera Il Mercurio araldico, due stemmi apocrifi dell'Emilia e della Romagna. Quello attribuito alla Romagna rappresentava uno scudo antico di Francia (ossia azzurro con gigli d'oro), differenziato da una banda di vaio (il vaio è una figura araldica con un disegno a piccole code bianche e azzurre, che simula il motivo di una pelliccia molto diffusa nel medioevo). Il Beatiano attribuiva questo stemma ad età prearaldica, ed esattamente ad un dono di Carlo Magno alla regione, dopo la vittoria sui Longobardi.

Infine lo stemma fu ripreso, assieme a quello attribuito all'Emilia, dalla Provincia di Ravenna nel 1898, dove rappresentò la provincia ai due congressi di Torino (1898) e di Napoli (1905).

Stemma attribuito
Stemma della Provincia di Ravenna (1898-1933)

#### Bandiere proposte
Non essendo un'entità amministrativa ufficiale, la Romagna non ha formalmente una bandiera propria. Vari disegni sono stati comunque proposti e tuttora commercializzati e utilizzati in via non ufficiale a rappresentanza della sua identità culturale.

Al netto delle varianti, gli elementi ricorrenti sono il bicolore oro-rosso (o arancio) e la Caveja. Gli autori delle proposte restano sconosciuti, eccetto la bandiera disegnata dall'artista Ettore Nadiani negli anni '80 e donata al Movimento per l'Autonomia della Romagna fondato da Stefano Servadei, ufficialmente divenuta simbolo del Movimento in data 9 marzo 1991 e, a seguito di diffusione spontanea nel corso degli anni 1990 e 2000, da alcuni riconosciuta come la bandiera della Romagna.

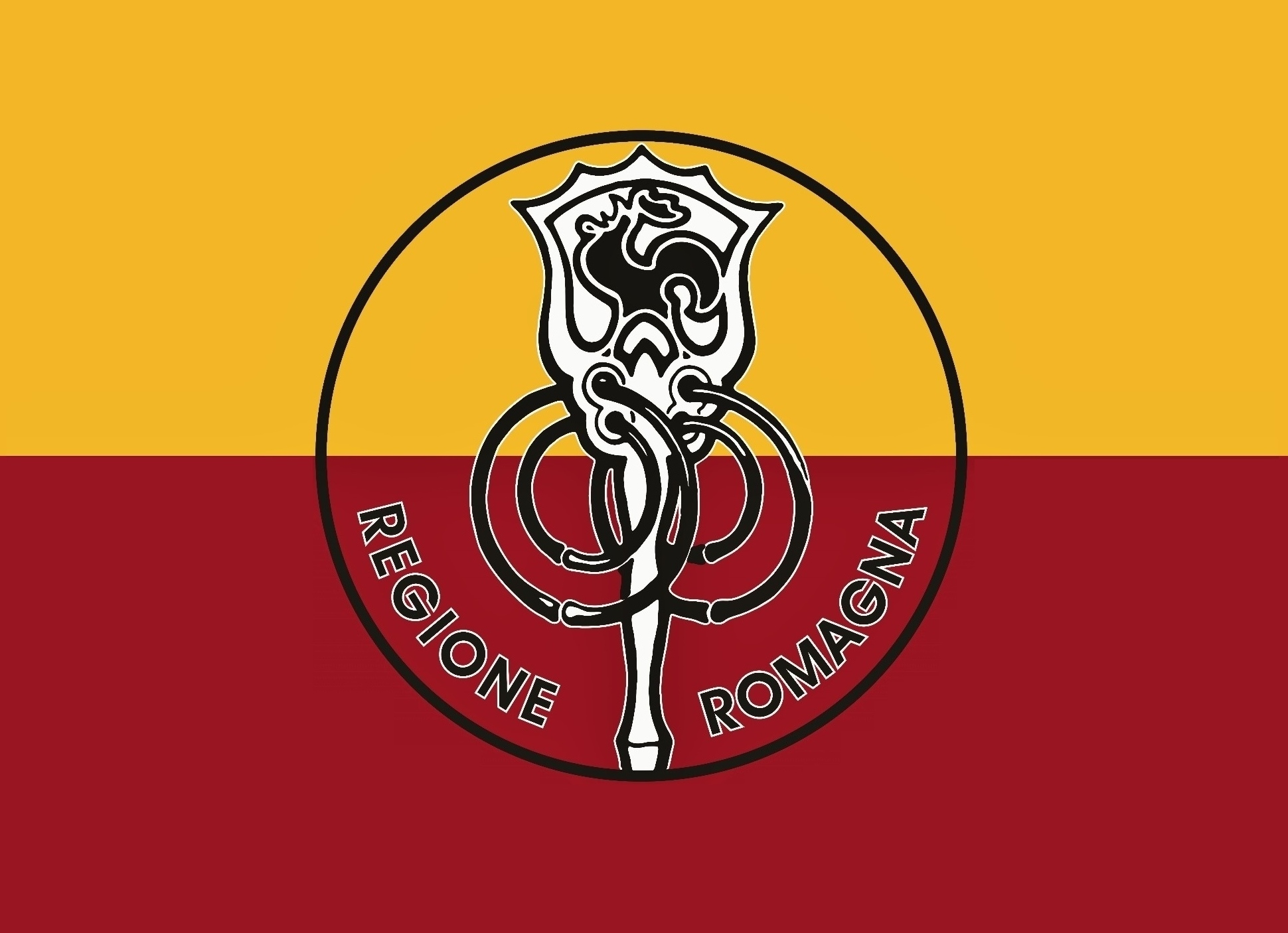
Bandiera creata dall'artista Ettore Nadiani e donata al M.A.R. (Movimento per l'Autonomia della Romagna)
Seconda bandiera proposta dal M.A.R.[39]
Proposta erroneamente riportata come "storica"
Proposta della Lega Nord
Proposta della Lega Nord, versione alternativa

## Cultura

### Istruzione

#### Scuole secondarie di secondo grado
In Romagna sono presenti numerose scuole secondarie di secondo grado, distribuite nei comuni più popolosi.
- Rimini

1. Liceo Scientifico "Albert Einstein"
2. Liceo Scientifico e Artistico "Alessandro Serpieri"
3. Liceo Classico - Linguistico - Scienze Umane - Economico Sociale "G. Cesare - M. Valgimigli"
4. ITES "R. Valturio"
5. ITTS "O. Belluzzi - L. da Vinci" (Uniti nel 2013, precedentemente ITG Belluzzi e ITIS Da Vinci)
6. ITT "Marco Polo"
7. IPSSC "Luigi Einaudi"
8. IPSSAR "Sigismondo Pandolfo Malatesta"
9. IPSIA "Leon Battista Alberti"

- Riccione

1. IPSSEOA Alberghiero S. Savioli
2. Liceo Scientifico e Artistico "Alessandro Volta - Federico Fellini"

- Forlì

1. Istituto Professionale "Ruffilli"
2. Istituto Tecnico "Saffi Alberti"
3. Liceo ginnasio Giovan Battista Morgagni
4. Liceo scientifico statale Fulcieri Paulucci di Calboli
5. ITC "C. Matteucci"
6. ITI "G. Marconi"
7. ITAer "F. Baracca"
8. Istituto Statale d'Arte

- Cesena

1. Liceo Linguistico statale "Ilaria Alpi"
2. Liceo Ginnasio statale "Vincenzo Monti"
3. Liceo Scientifico statale "Augusto Righi"
4. Istituto tecnico per Geometri statale "Leonardo Da Vinci"
5. Istituto tecnico tecnologico statale "Blaise Pascal" (accorpato dall'a.s. 2017/18 all'I.P.S.I.A. "U. Comandini")
6. Istituto tecnico commerciale statale "Renato Serra"
7. Istituto tecnico agrario statale "Giuseppe Garibaldi"
8. Istituto professionale per i servizi sociali statale "Iris Versari"
9. Istituto professionale per i servizi commerciali e turistici "Macrelli"
10. Istituto professionale per l'industria e l'artigianato "Ubaldo Comandini" (accorpato dall'a.s. 2017/18 all'I.T.T.S. "B. Pascal")

- Ravenna

1. Liceo classico "Dante Alighieri"
2. Liceo Scientifico "Alfredo Oriani"
3. Istituto Tecnico Commerciale Ginanni
4. Istituto Tecnico per geometri "Morigia"
5. Istituto Tecnico Agrario "Perdisa"
6. Istituto Tecnico Industriale "Nullo Baldini"
7. Liceo artistico statale Nervi-Severini
8. Istituto statale professionale "Olivetti – Callegari"

- Cervia

1. IPSSEOA Alberghiero T. Guerra

- Faenza

1. Liceo "Torricelli-Ballardini"
2. Istituto Tecnico e Professionale statale "Luigi Bucci"
3. Istituto Tecnico statale "Alfredo Oriani"
4. Istituto Professionale statale "Persolino-Strocchi"
5. Liceo paritario "S. Umiltà"
6. Istituto Professionale paritario "Ugo Foscolo"

- Imola

1. IIS "Francesco Alberghetti" ITIS-IPIA-Liceo Tecnologico
2. IIS "Paolini-Cassiano" Ragioneria-Geometri-Servizi: Commerciali, Turistici, Socio-Sanitari
3. ITAC "Scarabelli-Ghini" Tecnico Agrario e Prof.le Chimico
4. IIS "Rambaldi-Valeriani" Indirizzo Classico, Scientifico, Scienze Umane e Linguistico

- Lugo

1. Istituto Tecnico "Sacro Cuore" - AFM - Relazioni internazionali per il marketing
2. Istituto Tecnico Commerciale e per geometri Statale "G. Compagnoni"
3. Istituto Professionale di Stato per i Servizi Commerciali Turistici e Sociali "E. Stoppa"
4. Istituto Professionale di Stato per l'Industria e l'Artigianato (I.P.S.I.A.) "E. Manfredi"
5. Istituto Professionale di Stato per l'Industria e l'Artigianato con annessa sezione ITIS
6. Liceo Scientifico Statale "G. Ricci Curbastro" con sezione annessa Liceo Ginnasio "F. Trisi" e "L. Graziani"

- Savignano sul Rubicone

1. Liceo Scientifico "Marie Curie"
2. Istituto Tecnico Tecnologico Meccanica e Meccatronica "Marie Curie"
3. Istituto Professionale Industria Artigianato Calzaturiero Abbigliamento "Marie Curie"

#### Università

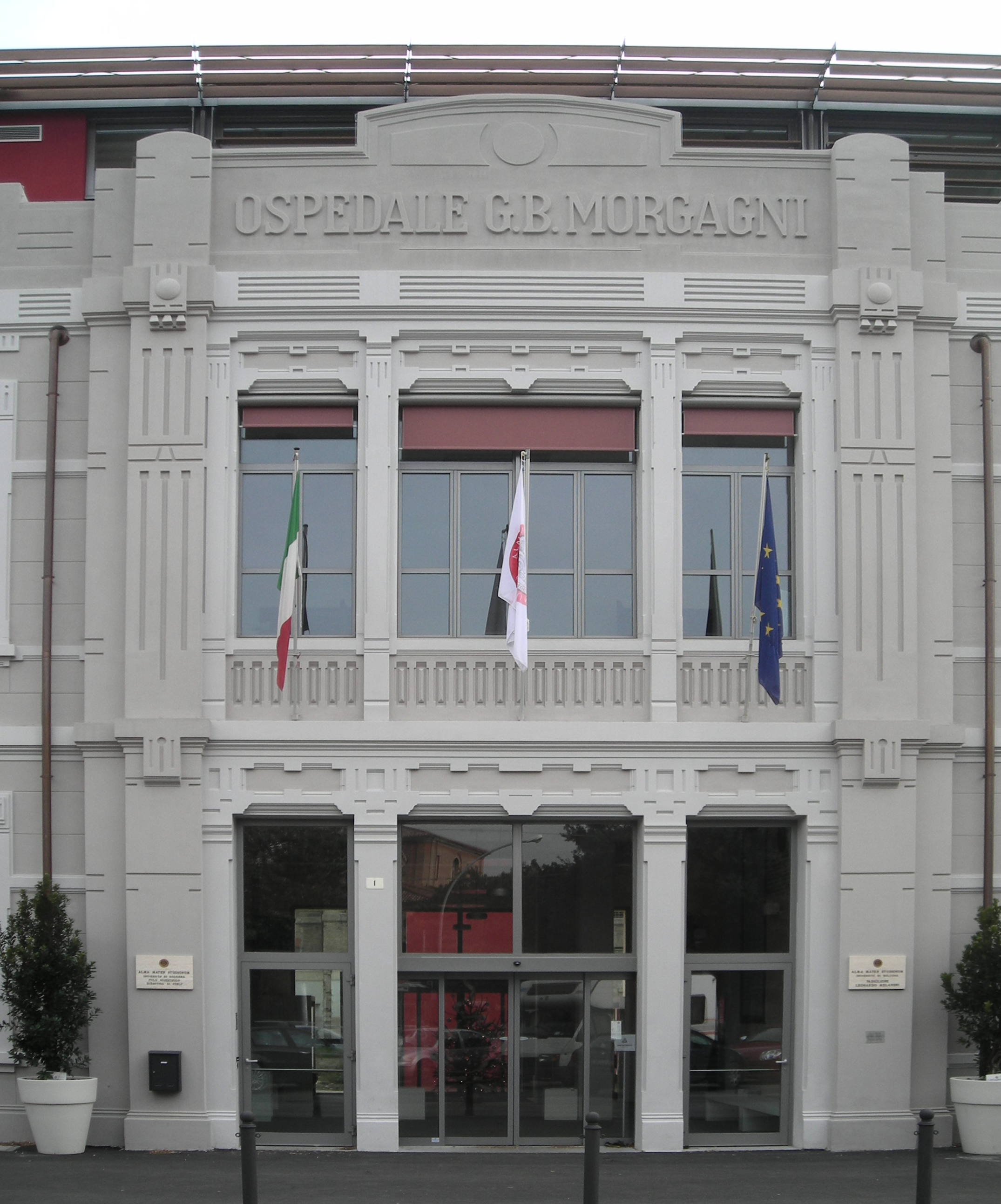
Padiglione d'ingresso del Campus universitario di Forlì

In Romagna non sono presenti università proprie, anche se in passato Cesena ebbe la sua università.
L'Università degli Studi della Repubblica di San Marino è stata istituita nel 1985 e ha sede in Contrada Omerelli, 20 a Città di San Marino.
Nel 1989 l'Università degli Studi di Bologna decide di decentrare in Romagna alcuni corsi di laurea. Nel 2001 nascono i Poli scientifici didattici di Cesena, Forlì, Ravenna e Rimini e sono presenti anche delle sedi distaccate a Cesenatico, Faenza e Imola.
- Cesena

1. Architettura
2. Ingegneria
3. Psicologia
4. Agraria
5. Scienze matematiche, fisiche e naturali
6. Medicina

- Campus di Forlì

1. Scienze politiche
2. Scuola superiore di lingue moderne per interpreti e traduttori
3. Ingegneria
4. Economia
5. Sociologia

- Ravenna

1. Conservazione dei beni culturali
2. Giurisprudenza
3. Scienze matematiche, fisiche e naturali
4. Ingegneria
5. Chimica industriale
6. Medicina e chirurgia

- Rimini

1. Economia
2. Scienze statistiche
3. Farmacia
4. Lettere e filosofia
5. Chimica industriale
6. Scienze motorie
7. Medicina e chirurgia
8. Scienze della formazione

- Faenza

1. Chimica Industriale
2. Agraria
3. Medicina e Chirurgia
4. Istituto superiore per le industrie artistiche (ISIA)

- Imola

1. Agraria-Verde Ornamentale e tutela del paesaggio

#### Musei
- Provincia di Bologna
  - Imola

  1. Museo di San Domenico e pinacoteca
  2. Museo diocesano Pio IX
  3. Collezioni d'armi e di ceramiche della Rocca Sforzesca;
  4. Palazzo Tozzoni
  5. Collezione Benito Battilani (moto d'epoca e storiche)
  6. Museo Checco Costa
  7. Museo della Cooperativa Ceramica d'Imola «G. Bucci»

- Provincia di Forlì-Cesena
  - Bertinoro

  1. Museo interreligioso di Bertinoro

  - Cesena

  1. Fondazione Tito Balestra
  2. Museo archeologico di Cesena
  3. Museo Casa Pascoli
  4. Museo del Teatro
  5. Museo di scienze naturali (Cesena)
  6. Museo diocesano e della cattedrale di Cesena
  7. Museo Musicalia
  8. Pinacoteca comunale di Cesena
  9. Rocca Malatestiana (Cesena)

  - Forlì

  1. Mostra Art Deco
  2. Musei di San Domenico
  3. Museo Ornitologico Foschi
  4. Museo romagnolo del teatro
  5. Museo Storico Sezionale D. Foschi
  6. Palazzo Romagnoli (Forlì)
  7. Pinacoteca civica di Forlì
  8. Villa Carpena
  9. Villa Saffi

- Provincia di Ravenna
  - Cotignola

  1. Museo Civico Luigi Varoli

  - Faenza

  1. MIC - Museo Internazionale delle Ceramiche
  2. Museo Nazionale dell'Età Neoclassica in Romagna - Palazzo Milzetti
  3. Museo all'aperto di arte contemporanea
  4. Museo Carlo Zauli
  5. Museo Civico di Scienze Naturali "Malmerendi"
  6. Museo Diocesano
  7. Museo e Osservatorio Sismologico Comunale "R. Bendandi"
  8. Museo Torricelliano
  9. Pinacoteca comunale
  10. Esposizione archeologica di Palazzo Mazzolani
  11. Museo del Risorgimento e dell'età contemporanea
  12. Museo Settore Territorio
  13. Museo Tramonti
  14. Museo Bottega Gatti
  15. Museo dell'Ospedale e Chiesa di San Giovanni di Dio

  - Fusignano

  1. Romagna Air Finders

  - Lugo

  1. Museo Francesco Baracca
  2. Pescherie Della Rocca

  - Massa Lombarda

  1. Museo della Frutticoltura "A. Bonvicini"

  - Ravenna

  1. Chiesa di San Romualdo (Ravenna)
  2. Cripta Rasponi e i Giardini Pensili del Palazzo della Provincia
  3. Domus dei tappeti di pietra
  4. Museo arcivescovile di Ravenna
  5. Museo d'arte della città di Ravenna
  6. Museo Dantesco
  7. Museo del Risorgimento
  8. Museo "La casa delle marionette"
  9. Museo nazionale di Ravenna
  10. Piccolo Museo di Bambole e altri Balocchi
  11. Tomba di Dante
  12. Tutta l'avventura del mosaico

  - Villanova (Bagnacavallo)

  1. Ecomuseo delle Erbe Palustri

- Provincia di Rimini
  - Coriano

  1. La Storia Del Sic

  - Pennabilli

  1. Museo del calcolo Mateureka
  2. Museo diocesano del Montefeltro "A. Bergamaschi"
  3. Museo naturalistico di Pennabilli

  - Rimini

  1. Ala Nuova - Museo della Città
  2. Fellini Museum
  3. Museo Degli Sguardi
  4. Museo del Santuario
  5. Museo dell'aviazione di Rimini
  6. Museo della città di Rimini
  7. Museo della piccola pesca E'Scaion
  8. Museo Nazionale del Motociclo
  9. Palazzo Lettimi
  10. Tesoro della Cattedrale

  - Santarcangelo di Romagna

  1. MUSAS Museo Storico Archeologico di Santarcangelo
  2. Museo del Bottone
  3. Museo Voci dal Mondo - Mostra Onde invisibili
  4. Nel Mondo Di Tonino Guerra

  - Verucchio

  1. Museo civico archeologico di Verucchio

### Mezzi di comunicazione

#### Stampa
Quotidiani
In Romagna vengono stampati tre quotidiani:
- Il Resto del Carlino, nato nel 1885, quotidiano tra i più diffusi in Emilia-Romagna, è presente sul territorio con le redazioni di Forlì (1950), Ravenna (1950), Rimini (1957), Cesena (1972), Imola (1983).
- Il Corriere Romagna, fondato nel 1994 a Rimini, è un quotidiano locale, diffuso nelle province di Forlì-Cesena, Ravenna, Rimini, nel circondario di Imola e anche a San Marino.
- La Voce di Romagna, fondato nel 1998 a Rimini, esce con distinte edizioni nelle città principali della Romagna. La sede principale è a Rimini, le altre redazioni sono a Cesena, Forlì, Ravenna, Faenza-Lugo-Imola.

Periodici diocesani
In Romagna vengono stampati i periodici diocesani:
- Il Piccolo fondato a Faenza nel 1899
- Il Nuovo Diario-Messaggero fondato a Imola nel 1900
- Risveglio duemila fondato a Ravenna nel 1902
- Corriere Cesenate fondato a Cesena nel 1911
- Il Momento fondato a Forlì nel 1919
- Montefeltro fondato a Pennabilli nel 1995
- Il Ponte fondato a Rimini

##### Riviste culturali
Le riviste storico-culturali romagnole più note sono:
1. La piê, bimestrale "di illustrazione romagnola" fondato a Forlì nel 1920[40] da Aldo Spallicci, Francesco Balilla Pratella e Antonio Beltramelli[41]. Nel 2004 è stata rilevata dalla casa editrice imolese «La Mandragora», che ha trasferito la sede a Imola. Diretta da Antonio Castronovo, ha continuato le pubblicazioni proponendo articoli su personaggi e autori romagnoli, recensioni ed eventi culturali, fino alla chiusura avvenuta nel dicembre del 2018.
2. Studi romagnoli, nata nel 1950 dall'omonima società, è la più nota rivista di studi storici del territorio. Il periodico, a tiratura annuale, pubblica gli atti dei convegni della Società, insieme ad altri studi su fatti, personaggi e opere romagnoli.
3. Quaderni del Cardello (dal nome della storica residenza di Alfredo Oriani) è una rivista annuale di studi e ricerche. È stata fondata nel 1990 da Luigia Pifferi Oriani, per continuare a onorare la memoria dell'insigne studioso. Pubblica studi in ambito culturale, storico, politico nonché saggi sulla lingua e le tradizioni romagnole.
4. Romagna arte e storia, quadrimestrale di cultura, nato a Rimini nel 1981 per iniziativa di Claudio Riva, Bruno Ballerin, Dante Bolognesi, Giordano Conti, Ferruccio Farina e Pier Giorgio Pasini. La rivista si occupa dei protagonisti dell'arte e della storia romagnola. Diversi numeri hanno carattere monografico.
5. La Ludla (in romagnolo «La favilla») è il periodico ufficiale dell'Istituto Friedrich Schürr. Nata nel 1997, affronta temi inerenti alla lingua e alla poesia romagnola, pubblicando scritti di autori contemporanei.
6. Confini, rivista quadrimestrale di arte, letteratura, storia e cultura della Romagna contemporanea. Nata nel 1999 a Cesena, è diretta da Davide Argnani, Paolo Turroni e Marzio Casalini[42]
7. La Parola, rivista di cultura e di politica culturale. Nata nel 1991 a Cesena.
8. E Zoch, bimestrale di storia e cultura romagnola. La rivista, fondata a Imola nel 2002, pubblica saggi e articoli su fatti, personaggi (andando a riscoprire anche episodi meno conosciuti) e racconti inediti di autori romagnoli. Le foto sono rigorosamente in bianco e nero.
9. ALI, rivista nazionale di arte, letterature e idee.
10. Il lettore di provincia, semestrale di testi, ricerca e critica della Longo editore di Ravenna. Fondata nel 1970 e diretta da Domenico Berardi, la rivista propone studi e saggi sulla letteratura, sia romagnola che nazionale, e altre arti.

#### Radio
Numerose emittenti radiofoniche a copertura locale e non si trovano nel territorio romagnolo fra cui:
- Radio Studio Delta (Cesena)
- Radio Centrale (Cesena)
- Radio Gamma (Savignano sul Rubicone)
- Radio Icaro Rubicone (Savignano sul Rubicone)
- Radio Icaro (Rimini)
- Radio Sabbia (Riccione)
- Radio Riviera Dolcissima (Misano Adriatico)
- Radio R.C.B. (Faenza)
- Radio Studio+ (Riccione)

#### Televisione
A Cesena sorgono i principali studi di produzione di Teleromagna, una delle prime emittenti private sorte in Italia. L'azienda televisiva è nata nel 1974; nel 2004 è stata rilevata dal Gruppo Pubblisole e nel dicembre del 2010, con l'arrivo del digitale terrestre, Teleromagna ha ampliato la sua offerta con il lancio di cinque canali tematici. Ha sede nel comparto produttivo "Ex Arrigoni", alle porte di Pievesestina di Cesena. Altre redazioni sono poste a Castel Guelfo di Bologna, Forlì, Ravenna e Rimini. È visibile nell'Emilia-Romagna, Veneto, Marche e nella Repubblica di San Marino.
Rete8 Vga Telerimini è la televisione storica di Rimini. È stata la prima emittente privata a trasmettere sul territorio nazionale, ma per un disguido che ha causato un ritardo di 15 minuti alla consegna degli atti notarili risulta essere la seconda rete privata a essere registrata come tale presso il tribunale. La TV, che ha iniziato la sua attività quando ancora i programmi venivano girati in bianco e nero su bobine, continua il suo impegno nella divulgazione delle tradizioni di tutto il territorio riminese. Mario Lugli, regista del programma In Zir par la Rumâgna (precursore di "Linea Verde"), è stato insignito il titolo di Cavaliere della Repubblica Italiana per il suo impegno televisivo.
A Rimini ha sede Icaro TV. Una sede distaccata presso gli studi di Radio Icaro Rubicone è presente a Savignano sul Rubicone.
A Forlì ha sede VideoRegione TV.
A Faenza ha sede Tele1. Emittente storica della Romagna. Una delle prime emittenti private via etere, nata nel 1976.
A Imola ha sede Canale11.

### Cucina
La Romagna è nota per la piadina. Essa è composta da una sfoglia di farina di frumento, strutto (o olio di oliva), sale e acqua, che tradizionalmente viene cotta su un piatto di terracotta, detto teglia, ma più comunemente su piastre di metallo.
La si può trovare in tutto il territorio cittadino, venduta in tipici chioschi (detti "Baracchine"). Può essere servita semplice per accompagnare i pasti, ma è ottima se gustata insieme ad affettati e insaccati di vario tipo oppure insieme al formaggio squacquerone, con l'aggiunta di rucola. È, per dirla con Giovanni Pascoli, «il pane, anzi il cibo nazionale dei Romagnoli»: in realtà lo era innanzitutto per i più poveri.
La piadina romagnola è inserita nell'elenco dei prodotti agroalimentari tradizionali italiani della regione Emilia-Romagna.
A eccezione della zona costiera, ricca di pietanze a base di pesce, la cucina romagnola è di origine tipicamente rurale. I contadini, che vivevano in una dignitosa povertà, hanno prodotto una cucina dai caratteri semplici e genuini.
Diffusa la cultura della minestra fatta con pasta all'uovo, particolarmente sotto forma di pappardelle, cappelletti (caplétt), manfrigoli (manfrigul), passatelli, tagliatelle (al tajadèll) e lasagne. Tra le pastasciutte, tipici sono gli strozzapreti, serviti al ragù. Per quanto riguarda i formaggi, spicca il formaggio di fossa, prodotto nell'Alto forlivese-cesenate. La bassa pianura, invece, è il regno dello squacquerone.
Tra i secondi piatti la parte del leone la svolge il maiale: grigliate miste, carne ai ferri, arrosti, sono tipici della zona, in particolare di quella collinare. Diffuso l'uso d'insaccati e degli affettati derivati dal maiale, specialmente prosciutto, salame, mortadella, coppa e culatello.
In misura minore è usato anche il coniglio e il pollo. Per quanto riguarda la cacciagione, vengono utilizzati, specialmente in collina, cinghiali, lepri, quaglie.
Il dolce tipico è la ciambella (bràzadèla), sia quella caratteristica con il buco, sia quella lunga e piatta, mentre le frappe, dette anche chiacchiere, sono tipiche del periodo di carnevale. Il Dolce di San Michele è riconosciuto come prodotto agroalimentare tradizionale (P.A.T.).
I migliori vini DOCG e DOC di Romagna sono l'Albana, il Sangiovese di Romagna, il Pagadebit, il Trebbiano, il Romagna Albana spumante e la Cagnina.

## Economia
Pesca
La Romagna si affaccia sul mar Adriatico estendendosi per una lunghezza di oltre 90 km. Partendo da Nord, dalla foce del fiume Reno fino al promontorio di Fiorenzuola di Focara, si susseguono sette marinerie: Ravenna, Cervia, Cesenatico, Bellaria, Rimini, Riccione e Cattolica. Ogni porto ha una propria storia e una propria tradizione che lo contraddistingue da tutti gli altri, nonostante le distanze chilometriche non siano certo ampie. La pesca come attività organizzata volta al profitto è decollata in Romagna alla fine del XIX secolo.

I sistemi di pesca maggiormente utilizzati sono:
- lo strascico (che è quello che vanta la maggiore tradizione);
- le reti volanti;
- la pesca con le draghe idrauliche;
- la piccola pesca e il sistema polivalente (che prevede l'utilizzo di più strumenti di cattura).

Agricoltura
L'agricoltura è praticata in Romagna fin dall'antichità. Dall'epoca antica fino al XX secolo i tempi e i ritmi della vita, sono stati gli stessi dei tempi della coltivazione dei campi. Fino al XIX secolo la coltura più diffusa è stata quella dei cereali. Alla fine dell'Ottocento è nata la coltivazione di alberi da frutto: i due poli furono Massa Lombarda e Cesena. Dalla seconda metà del XX secolo si pratica un'agricoltura industriale su tutto il territorio.
Prodotti agroalimentari: Albicocca della Val Santerno, Pesca e Nettarina di Romagna, marrone di Castel del Rio, scalogno.
Vini: Albana, Sangiovese di Romagna, Pagadebit, Trebbiano, Romagna Albana spumante, Cagnina, Rebola, Cabernet-Sauvignon.
A partire dagli anni ottanta si è diffusa in Romagna la coltivazione biologica.
Agroalimentare
Nella prima metà del XX secolo sorsero le prime associazioni di produttori romagnoli del settore ortofrutticolo. Le aziende produttrici erano localizzate nel triangolo che ha come vertici Cesena-Imola-Massa Lombarda, i centri dove tali coltivazioni avevano più radicamento. Le prime società cooperative si costituirono nell'ambito del commercio, più che della trasformazione. Ad Imola era leader la Cooperativa ortolani, nata nel 1893, che nel 1947 esportava i fragoloni nel centro Europa e si era specializzata nella vendita all'estero di altri tipi di frutta; a Massa Lombarda le cooperative di frutticoltori avevano fatto la storia dell'ortofrutta nazionale. Nel secondo dopoguerra cominciarono i processi di concentrazione tra cooperative. Uno dei principali soggetti consorziali coinvolse tre città: Cesena con la Cooperativa agricola fra produttori ortofrutticoli; Faenza con la Cooperativa fra produttori agricoli faentini (PAF) e Bagnacavallo, dove aveva sede la Cooperativa produttori agricoli (Copra). Nel 1966 questi tre soggetti costituirono la CALPO, Cooperative associate lavorazione prodotti ortofrutticoli, organismo che riunì le imprese ortofrutticole romagnole per diventare leader nella trasformazione dei prodotti. Acquisito il marchio Valfrutta nel 1972, quattro anni dopo la Calpo e altre società ortofrutticole di Modena, Reggio Emilia, Parma e Piacenza, costituirono il Consorzio cooperative Conserve Italia (1976). Oggi Conserve Italia è uno dei maggiori gruppi conservieri d'Europa.
Le tecnologie di conservazione della frutta consentirono la nascita di consorzi anche nel settore dei surgelati. Nel 1969 nacque a Cesena il consorzio «Fruttadoro di Romagna» costituito dalle cooperative Copa, Capor, Apora e Apa. Nel 1978 Fruttadoro creò una società di produzione, vendita e distribuzione dei prodotti surgelati ottenuti nello stabilimento di Cesena. Nacque Orogel. Nel 1995, con lo sviluppo ulteriore dell'attività e la nascita di altre società operative, il consorzio Fruttadoro assunse il ruolo di holding di gruppo. Oggi Orogel è la prima azienda italiana nei surgelati vegetali ed è la seconda azienda di marca, preceduta solamente da una multinazionale, nel mercato del sottozero. Nel settore degli ortaggi e delle erbe aromatiche, Orogel è leader del mercato nazionale.
Artigianato
La Romagna è una terra di artigianato. Uno dei centri mondiali di produzione della ceramica è in Romagna: Faenza.
Tra l'artigianato romagnolo più conosciuto e ammirato ci sono anche le caratteristiche tele stampate a mano, prodotte con tecniche e attrezzi tradizionali, come gli stampi in legno intagliato.
È tipica anche la lavorazione del cuoio e delle pelli per borse. I centri più interessanti sono San Mauro Pascoli e Gambettola.
Teglie, consigliate per la cottura della piadina: Montefiffi, nel comune di Sogliano al Rubicone.
Industria e commercio
Il modello di sviluppo tradizionale dell'economia romagnola è basato sul dinamismo dei singoli imprenditori.
A partire dall'agricoltura, il settore economico tradizionalmente maggioritario nella regione.
La prima industria che si è diffusa in Romagna, terra a vocazione agricola, fu quella ortofrutticola.
Credito e risparmio
In Romagna le prime banche furono i Monti di Pietà, la cui esclusiva attività era l'erogazione di credito su pegno. Le banche in senso moderno nacquero nel XIX secolo. Le prime furono le Casse di Risparmio, che nacquero per fornire credito ai privati e finanziare le imprese artigiane; i Monti di Pietà continuarono la loro attività di sovvenzione alle persone indigenti. Tra la fine dell'Ottocento e l'inizio del Novecento si svilupparono anche le prime esperienze di credito cooperativo. Conosciute con il nome di casse rurali, sorsero per fornire accesso al credito a favore degli agricoltori. In Romagna la prima fu, nel 1895, la Cassa rurale di S. Pietro in Sylvis, di Bagnacavallo.

Nel XX secolo si svilupparono, dall'esperienza delle casse rurali, le banche di credito cooperativo.
Turismo e servizi
| Le maggiori imprese della Romagna                           | Le maggiori imprese della Romagna                           | Le maggiori imprese della Romagna                           | Le maggiori imprese della Romagna                           |
| Classifica in base ai bilanci del 2019 (fonte: Top Aziende) | Classifica in base ai bilanci del 2019 (fonte: Top Aziende) | Classifica in base ai bilanci del 2019 (fonte: Top Aziende) | Classifica in base ai bilanci del 2019 (fonte: Top Aziende) |
| ----------------------------------------------------------- | ----------------------------------------------------------- | ----------------------------------------------------------- | ----------------------------------------------------------- |
| Denominazione                                               | Sede                                                        | Fatturato 2019                                              | Settore                                                     |
| Unieuro                                                     | Forlì                                                       | 2 079 148 000                                               | Elettrodomestici – vendita al dettaglio                     |
| GESCO                                                       | Cesena                                                      | 1 641 477 277                                               | Alimentari – produzione e ingrosso                          |
| MARR                                                        | Rimini                                                      | 1 578 083 000                                               | Alimentari – produzione e ingrosso                          |
| Commercianti Indipendenti Associati                         | Forlì                                                       | 1 225 523 025                                               | Alimentari – vendita al dettaglio                           |
| COFCO International Italy                                   | Ravenna                                                     | 851 346 240                                                 | Mangimi, foraggi e integratori zootecnici                   |
| Bunge Italia                                                | Ravenna                                                     | 711 451 477                                                 | Mangimi, foraggi e integratori zootecnici                   |
| General Cavi                                                | Lugo                                                        | 603 702 640                                                 | Cavi e conduttori elettrici e telefonici                    |
| Eurovo                                                      | Lugo                                                        | 590 778 862                                                 | Alimentari – produzione e ingrosso                          |
| Ferretti                                                    | Cattolica                                                   | 576 863 000                                                 | Costruzione di imbarcazioni da diporto e sportive           |
| Teddy                                                       | Rimini                                                      | 568 057 860                                                 | Abbigliamento – produzione e ingrosso                       |

## Infrastrutture e trasporti

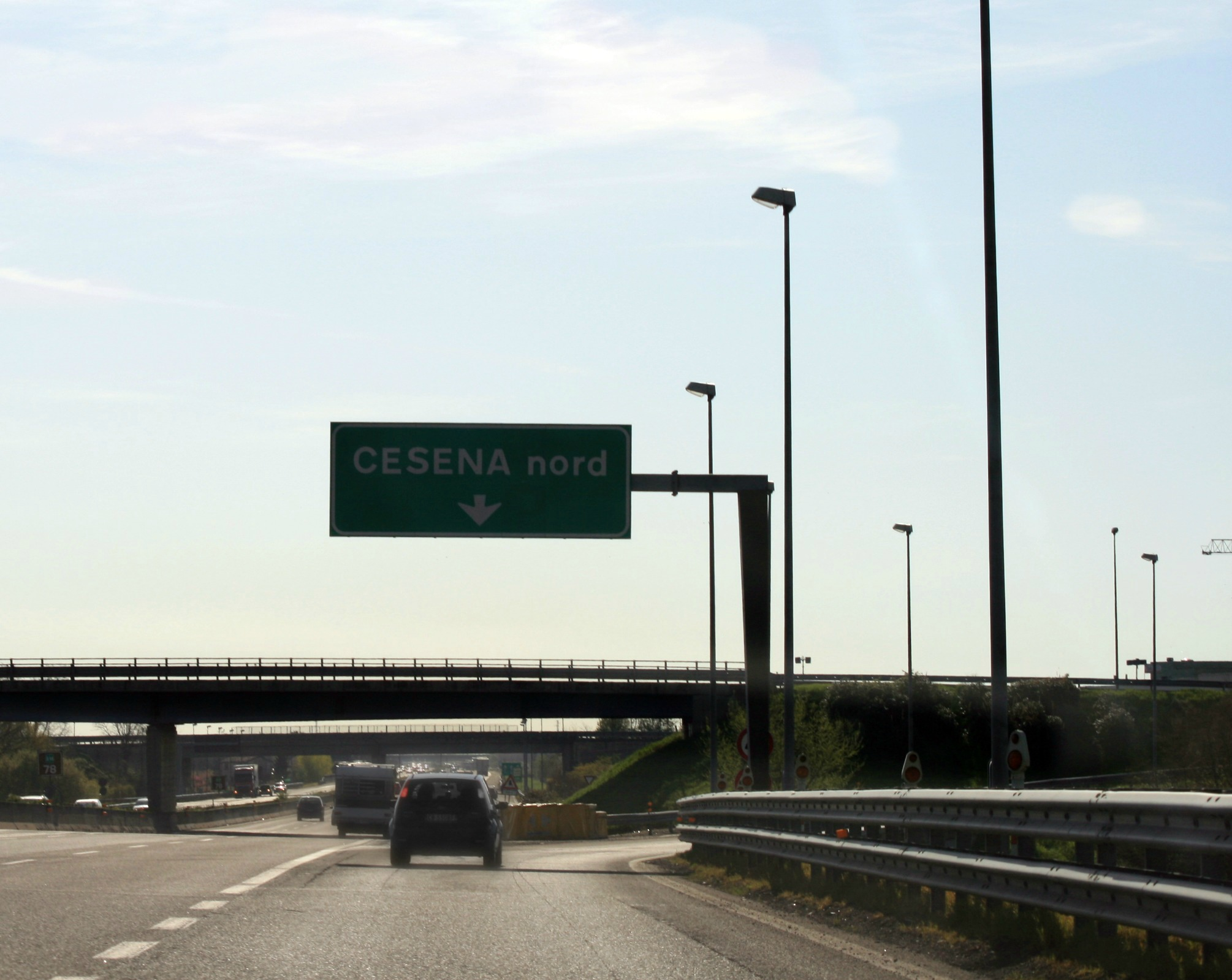
Autostrada A14 nei pressi di Cesena nord

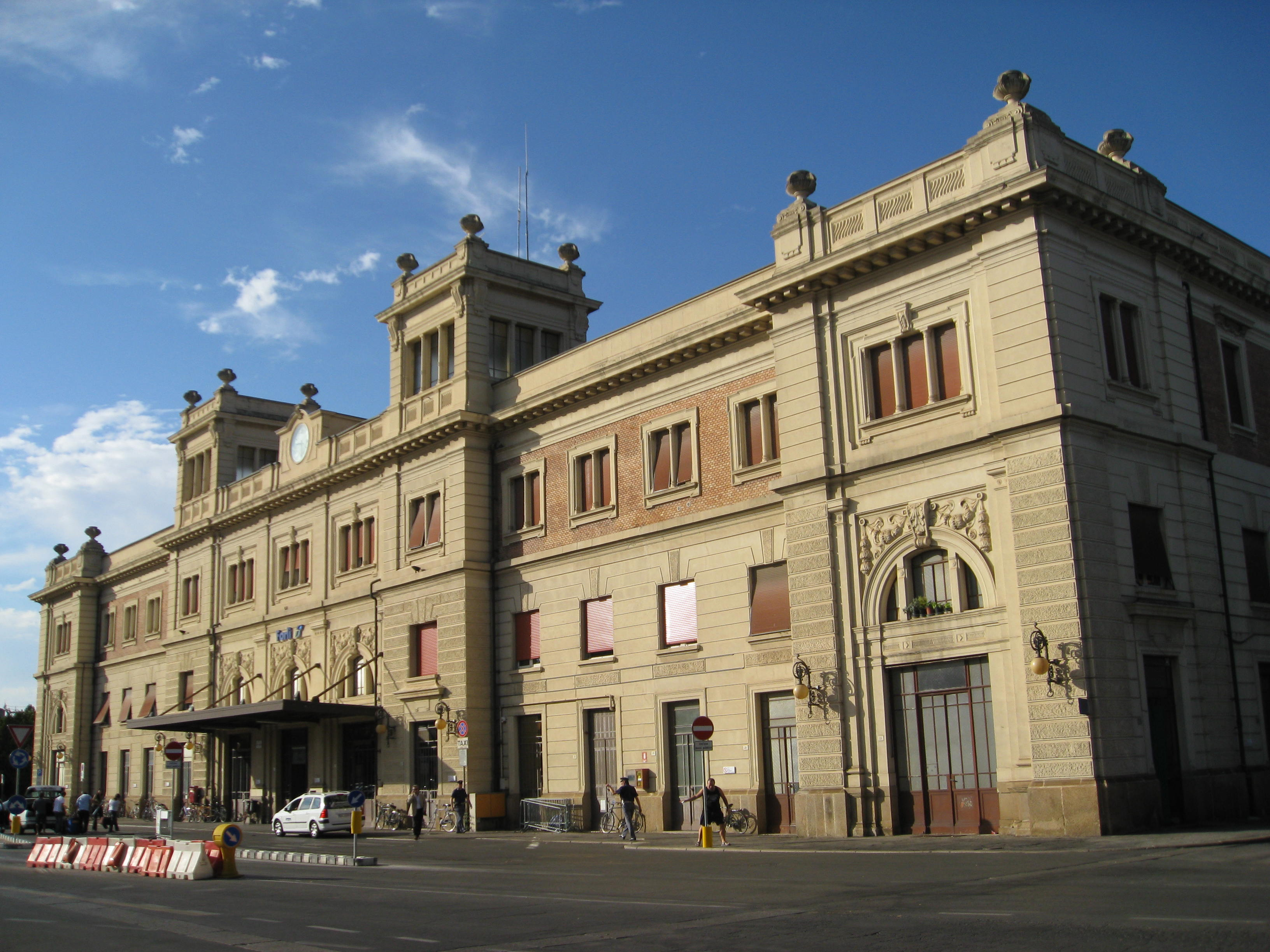
Stazione ferroviaria di Forlì

### Strade
Autostrade e superstrade
La Romagna è collegata alla rete autostradale nazionale tramite undici caselli della Autostrada A14 Bologna-Taranto. Nel tratto tra Imola e Faenza ha origine la Diramazione Ravenna (ove sono presenti altri cinque caselli) che ha termine poco più a nord della città bizantina.

Da Ravenna parte la Strada statale 3 bis Tiberina (Strada europea E45), che consente di arrivare a Roma, costituendo una valida alternativa all'Autostrada A1 per giungere dal Nord alla Capitale.
Strade statali
Le principali Strade statali che attraversano la Romagna sono la SS 9 Via Emilia, la SS 16 Adriatica, la Strada Romea e la ex 253 San Vitale.

### Ferrovie
Le linee ferroviarie principali che attraversano la Romagna sono la Bologna-Ancona e la Ferrara-Rimini. Da citare anche la linea Faenza-Firenze, che, percorrendo l'appennino tosco-romagnolo, collega Faenza con Firenze.
Per completare il quadro dei trasporti, il collegamento tra Ravenna e Bologna è servito dal complesso di treni che percorrono la tratta diretta tra Ravenna e Castel Bolognese e la tratta tra Ravenna e Faenza, mentre la tratta secondaria Lavezzola–Lugo collega i comuni del lughese con Lugo e, tramite la diramazione Lugo-Granarolo, a Faenza.

### Porti
Il principale porto della Romagna è quello di Ravenna. Si tratta di un porto industriale e commerciale che si sonda lungo le rive del Canale Candiano, canale navigabile che collega l'abitato con il mare (distante 8 km). Il nome deriva, per traslazione, dalla denominazione del vecchio avanzo di canale portuale di origine romana che era collegato con la città per mezzo del canale Panfilio, proveniente da Ferrara.

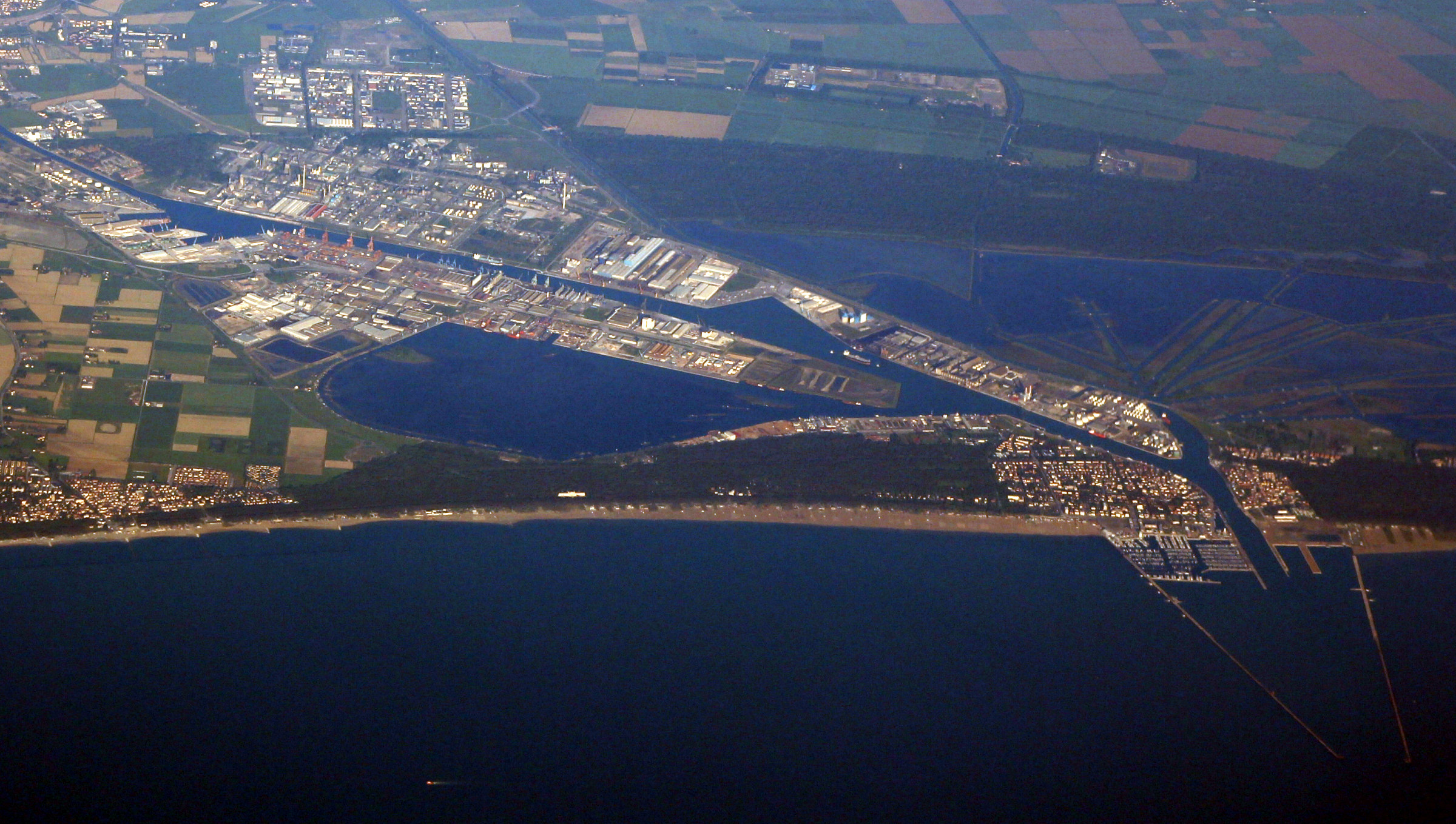
Il porto di Ravenna

A Cervia è presente un porto turistico che consente l'ormeggio a imbarcazioni da diporto, a vela e a motore, di lunghezza compresa fra 6 e 16 m.
A Cesenatico è ubicato un porto-canale realizzato nel 1500 da un progetto di Leonardo da Vinci, inizialmente era previsto anche un collegamento con la città di Cesena, situata nell'entroterra a circa 15 km da Cesenatico; esso è utilizzato come porto turistico e per la pesca.
Il Porto canale di Rimini è costituito dall'originale foce del fiume Marecchia, con banchine sui due lati e prolungamento su due moli; anche in questo porto si svolgono attività legate alla pesca.

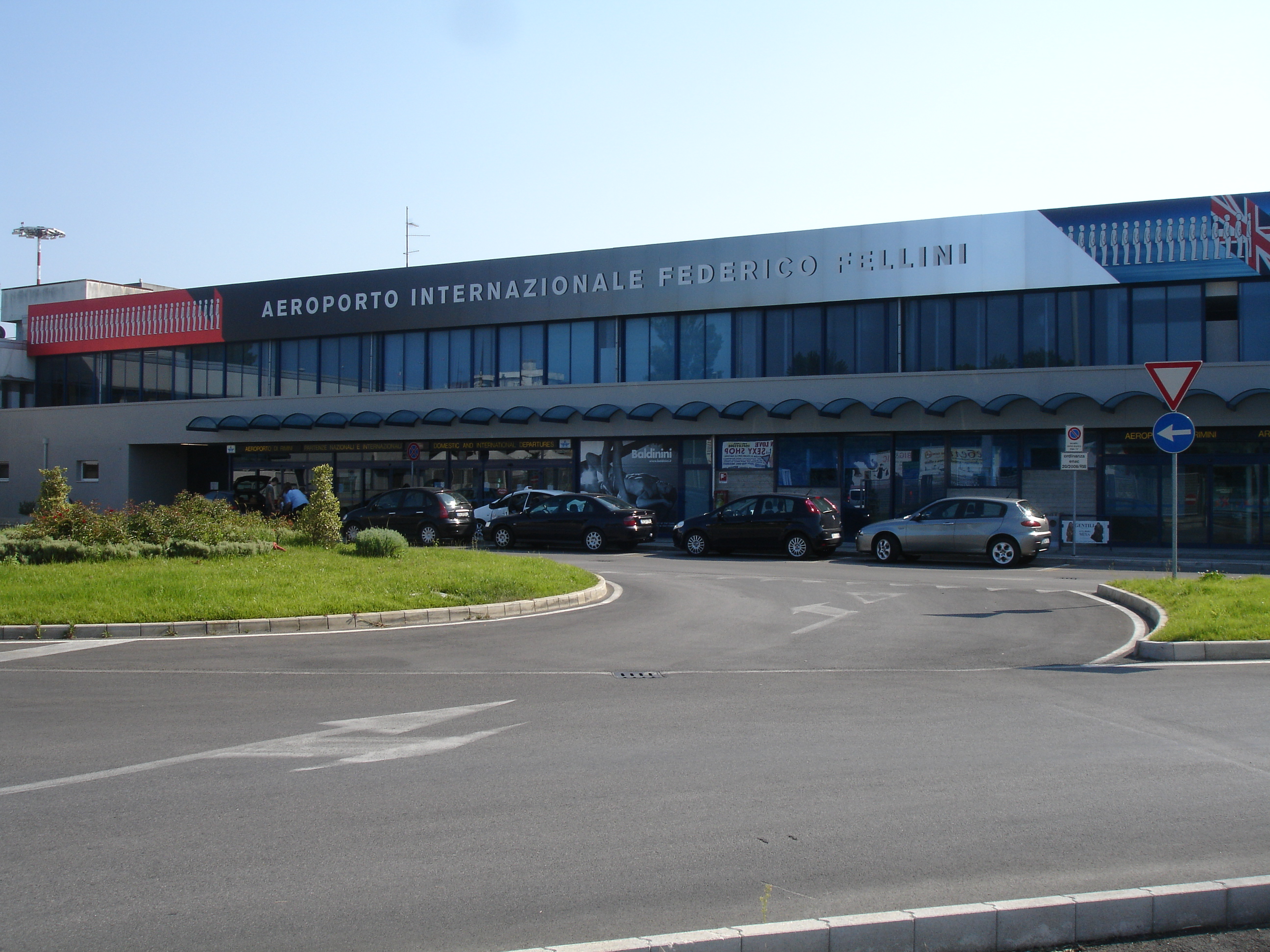
Aeroporto di Rimini

### Aeroporti
In Romagna sono presenti due aeroporti: uno è ubicato a Forlì ed è il Luigi Ridolfi, l'altro è ubicato a Rimini ed è il Federico Fellini. Vi è inoltre un aeroporto militare a Cervia, ove dal 5 ottobre 2010 è di stanza il 15º Stormo dell'Aeronautica Militare.
Infine sono presenti:
- due campi di volo, gestiti da aeroclub: a Ravenna e Lugo;
- cinque aviosuperfici a Lido di Classe (Frazione di Ravenna), a San Michele (frazione di Santarcangelo di Romagna), a Faenza (Campo di volo Aerlight Faenza), a Sasso Morelli (frazione di Imola) e a Torraccia, curazia del castello di Domagnano, nella Repubblica di San Marino.

### Mobilità
Nelle Provincie di Ravenna, Forlì-Cesena e Rimini opera la società di trasporto pubblico Start Romagna nata il 1º gennaio 2012 dall'unione delle agenzie ATM, AVM e TRAM. Mentre nell'imolese il servizio è svolto da TPER Trasporto Passeggeri Emilia-Romagna (Bologna) e nella Repubblica di San Marino dall'Azienda Autonoma di Stato per i Servizi Pubblici.

## Amministrazione
Dal punto di vista amministrativo la Romagna appartiene in gran parte alla regione Emilia-Romagna. Sono interamente romagnole le tre province di Ravenna, Forlì-Cesena e Rimini; a esse si devono aggiungere la città di Imola (BO) e alcuni comuni limitrofi (Dozza, Mordano, Casalfiumanese, Borgo Tossignano, Fontanelice e Castel del Rio).
Un decimo del territorio romagnolo è in Toscana, diviso tra due province. In quella di Firenze: Firenzuola, Palazzuolo sul Senio e Marradi (che costituiscono ciò che resta della Romagna toscana).
Dopo i referendum del 17-18 dicembre 2006 e del 24-25 giugno 2007 gran parte dei comuni romagnoli delle Marche sono passati alla Provincia di Rimini. Rimangono nella provincia di Pesaro-Urbino Gabicce Mare, Gradara, alcuni comuni della Valconca (Mercatino Conca, Monte Cerignone e Monte Grimano Terme) e parte del Comune di Pesaro. Insieme costituiscono i due centesimi della superficie della Romagna.

### Consolati
- Città di San Marino

1. Ambasciata d'Italia a San Marino

- Forlì

1. Consolato Onorario della Repubblica Slovacca

- Ravenna

1. Consolato Onorario della Repubblica di San Marino
2. Vice Consolato Onorario del Regno di Spagna

- Riccione

1. Consolato Onorario del Granducato di Lussemburgo

- Rimini

1. Consolato Onorario della Repubblica di Finlandia
2. Consolato Onorario della Repubblica Federale di Germania
3. Consolato della Repubblica di San Marino in Rimini

## Sport

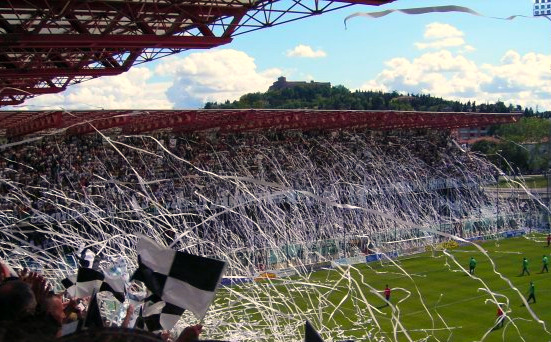
Lo Stadio Dino Manuzzi di Cesena

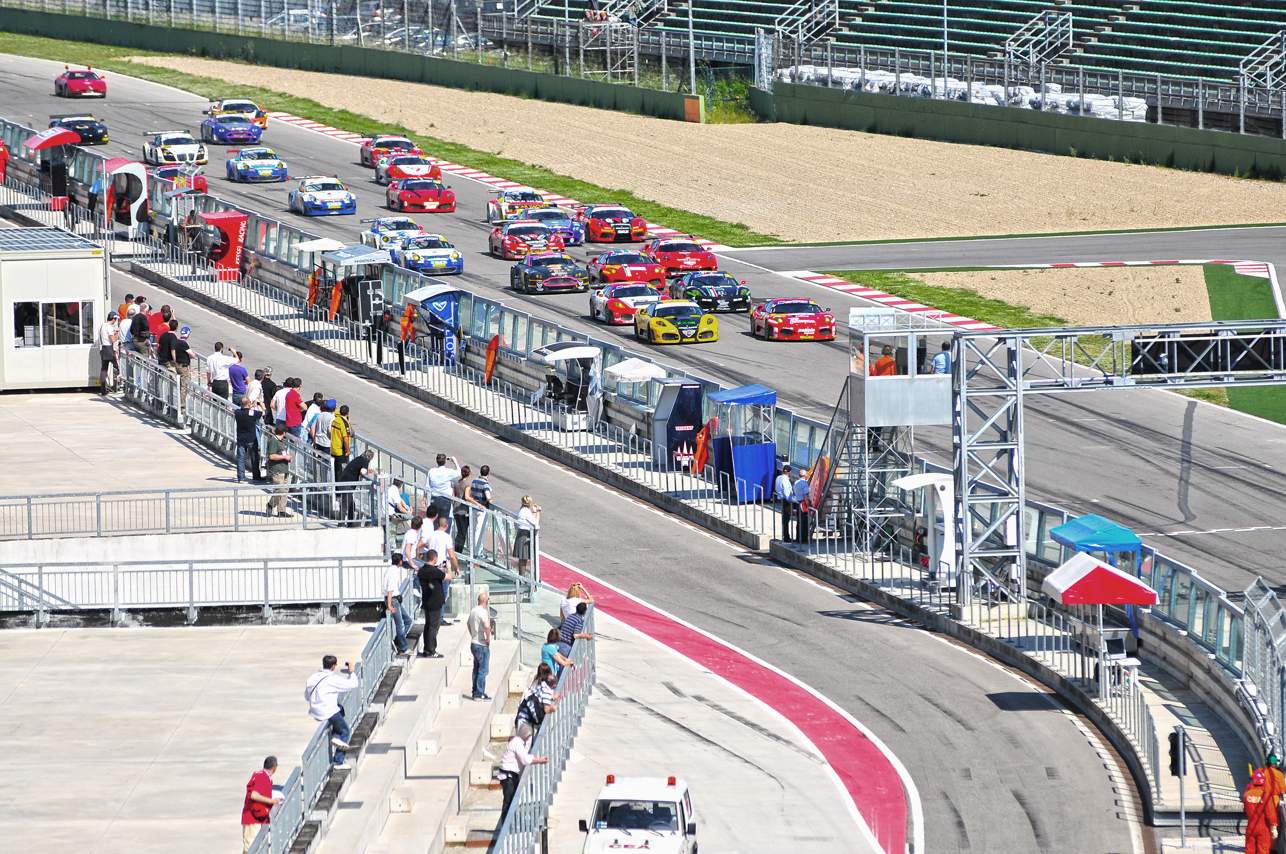
L'Autodromo Enzo e Dino Ferrari di Imola

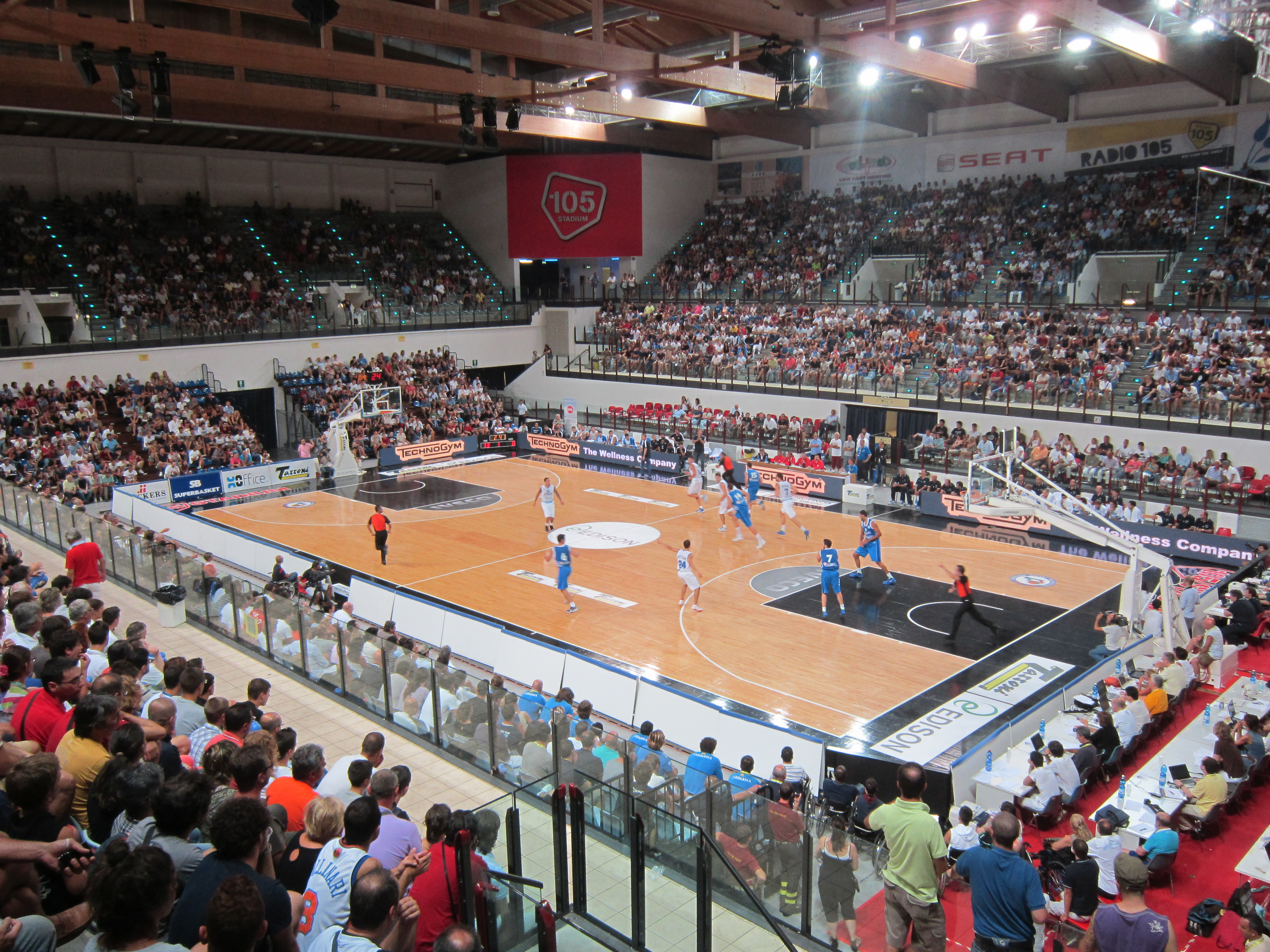
L'RDS Stadium di Rimini

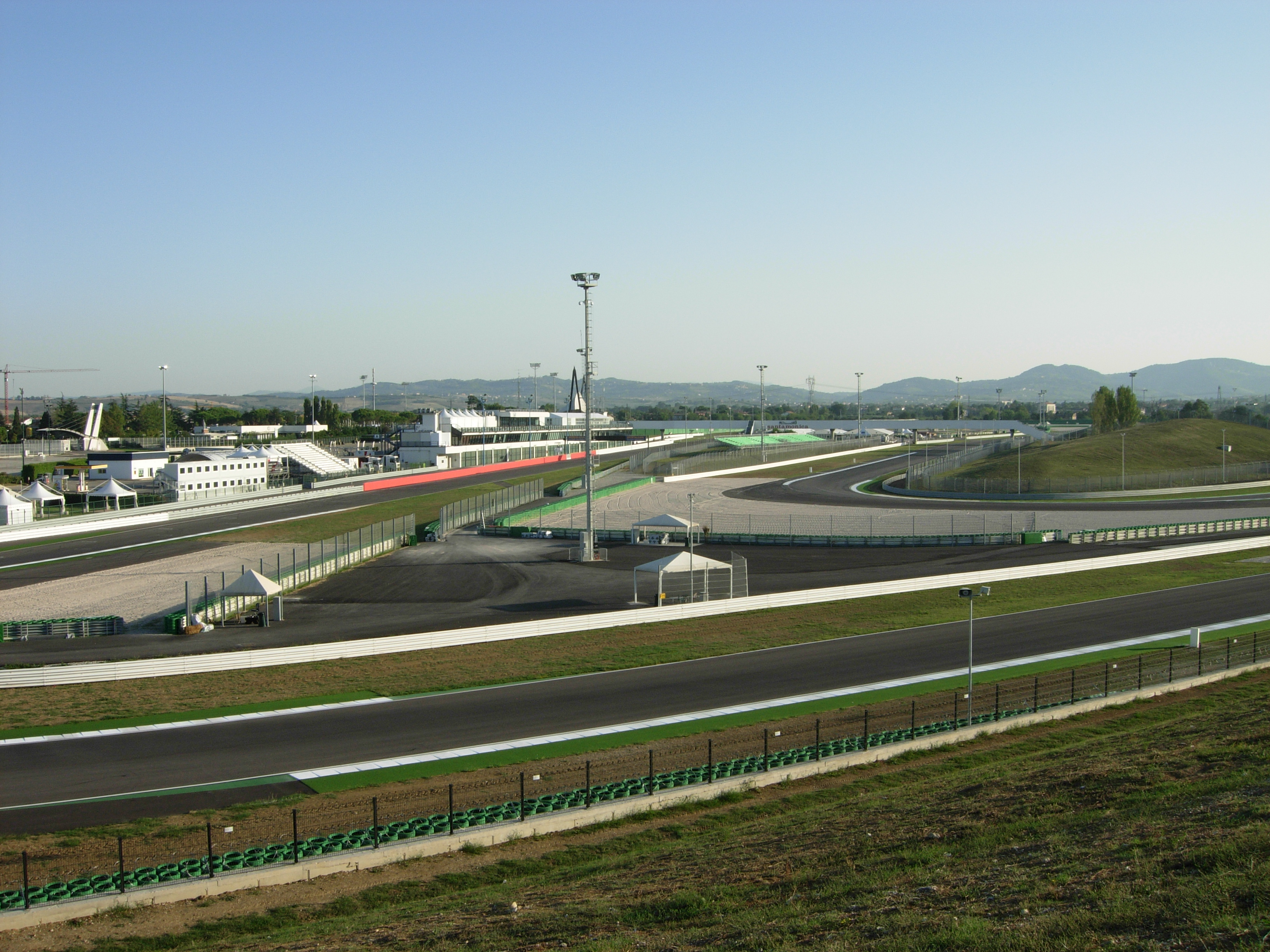
Il Misano World Circuit Marco Simoncelli di Misano Adriatico

Gli sport più praticati e seguiti in Romagna sono calcio, ciclismo e motociclismo, ma anche baseball, pallacanestro, calcio a cinque, cricket, pallavolo, rally, rugby e ippica. Sulla costa si praticano vela, surf, windsurf, kitesurf e stand up paddle.

### Principali società sportive
Baseball
Degni di nota sono il Rimini Baseball Club e il San Marino Baseball Club, militanti in Serie A. Il Rimini ha vinto undici scudetti e tre Coppe dei Campioni, mentre il San Marino può fregiarsi di cinque scudetti e tre Coppe dei Campioni. Dal 2011 milita in IBL anche la squadra dei Knights, con sede a Godo, frazione di Russi (RA).
Calcio
La più blasonata società calcistica della Romagna è il Cesena. Nel suo passato vanta tredici partecipazioni alla massima serie e anche una partecipazione alla Coppa UEFA nel 1976 grazie al sesto posto conquistato in Serie A nella stagione precedente: esso costituisce il risultato di maggior rilievo della società.
Il Rimini e il Ravenna hanno disputato la serie cadetta rispettivamente in nove e sette occasioni. Il Forlì ha giocato in Serie B solamente durante gli anni '40.
Calcio a 5
Imola nella stagione 2016-17 in Serie A; Forlì Calcio a 5, Torresavio Futsal Cesena, APD Faventia 1998 di Faenza in Serie B.
Ciclismo
In Romagna operano numerose società ciclistiche, e qui vi sono nati molti campioni come Marco Pantani.
Cricket
Il Cesena Cricket Club negli anni '90 ha vinto tre scudetti e due Coppe dei Campioni.
Motociclismo
A Misano Adriatico è presente il Misano World Circuit Marco Simoncelli.
Pallacanestro
Nel basket maschile vanno ricordate soprattutto la Libertas Forlì, il Basket Rimini e l'Andrea Costa Imola, che hanno tutte militato nella massima serie partecipando anche alle coppe europee in passato. Nel basket femminile, la società più titolata della Romagna è il Club Atletico Faenza, che ha disputato 53 campionati di Serie A vincendo due Coppe Italia (2007 e 2009) e arrivando in finale per lo scudetto nel 2005. Di rilievo è anche la squadra di Cesena, che tra la fine degli anni ottanta e l'inizio degli anni novanta, è arrivata per cinque volte consecutive a disputare la finale scudetto.
Pallavolo
Molto diffusa e praticata è anche la pallavolo. Il Ravenna oltre ad avere vinto il primo campionato italiano di pallavolo maschile nel 1946 in città sono presenti una squadra femminile (Olimpia Teodora) e due maschili (Porto Ravenna e Robur) che in totale hanno vinto diciassette scudetti, sette coppe italia, cinque coppe dei campioni, due mondiali per club, due supercoppe europee, una coppa Cev e una Challenge Cup.
La città di Forlì ha invece vantato per diversi anni due squadre in serie A (maschile: Yoga Volley, in serie A1; femminile: Infotel, in serie A2). Mentre la Pallavolo Cesena ha partecipano una sola stagione al campionato di massima serie.
Pallamano
La Pallamano Romagna milita con due squadre nella Serie A2 e nella Serie B.
Rugby
Il Romagna Rugby Football Club è stato fondato nel giugno del 2006, ed è una franchigia cui aderiscono diversi club romagnoli. La franchigia esordì partendo direttamente dal campionato di serie B nella stagione 2006/2007, ottenendo il titolo a parteciparvi dal Cesena Rugby Club; al termine della stagione 2010/2011 ha ottenuto la sua prima promozione in serie A2.
Tchoukball
Nel febbraio del 2009 viene fondato a Cesena il Romagna tchoukball che ha partecipato al suo primo campionato nella stagione 2009/2010, classificandosi 18º su 22 squadre e finendo per retrocedere in serie B. Nella stagione 2010/2011 il Romagna tchoukball partecipando al campionato di B viene ammesso ai play off per la A, ma viene sconfitto da Torino e Bergamo e conclude il campionato in 6ª posizione su 18 squadre.
Altri sport
Meno diffusi, ma comunque praticati anche a livello agonistico su scala nazionale e internazionale sono il softball e il nuoto. Sul territorio sono presenti anche alcuni poligoni per il tiro con l'arco e il tiro a segno. È altresì possibile effettuare lanci con il paracadute in alcune piattaforme private in provincia di Ravenna.
Nella riviera romagnola in estate è possibile praticare qualsiasi tipo di sport su sabbia, dal beach volley ai racchettoni al footvolley alle bocce. Ogni anno vengono disputati tornei per ogni età e categoria agonistica (anche a livello internazionale), soprattutto a Cesenatico, Marina di Ravenna, Bellaria-Igea Marina, Rimini e Riccione. Ogni primavera Rimini ospita il Paganello, gara internazionale di frisbee.
Negli ultimi tempi si sta assistendo anche alla crescita del movimento pallanuotistico. Già radicato a Ravenna, Riccione e Novafeltria, a livello amatoriale sono presenti squadre anche a Forlì, Savignano, Bellaria e Cesenatico.

### Principali manifestazioni sportive
Ricorrenti
- Gran Premio del Made in Italy e dell'Emilia-Romagna (valido per il mondiale di Formula 1 dal 2020 a oggi)
- Gran Premio motociclistico di San Marino e della Riviera di Rimini (valido per il motomondiale dal 2007 a oggi);
- 100 km del Passatore, ultramaratona con partenza da Firenze ed arrivo a Faenza
- 50 km di Romagna, ultramaratona con partenza ed arrivo a Castel Bolognese

Del passato
- Gran Premio di San Marino (valido dal 1981 al 2006 per il mondiale di Formula 1);
- Campionato mondiale di beach soccer 2011 di Marina di Ravenna;
- Lo stadio cesenate Dino Manuzzi ha ospitato quattro incontri della nazionale maggiore di calcio:

1. Italia-Bulgaria 4-0 (20 settembre 1989)
2. San Marino-Italia 0-4 (12 febbraio 1990)
3. Italia-Svezia 1-0 (18 novembre 2009)
4. Italia-Ungheria 2-1 (7 giugno 2022)

e un incontro della nazionale maggiore di rugby:
1. Italia-Giappone 31-24 (13 agosto 2011)

- Temporada Romagnola (serie di gare motociclistiche disputate dal 1945 al 1971).

### Principali impianti sportivi
- 105 Stadium (Rimini)
- Autodromo Enzo e Dino Ferrari (Imola)
- Carisport (Cesena)
- Ippodromo del Savio (Cesena), attivo per il trotto nei mesi estivi. Il primo sabato di settembre la stagione ippica si conclude con il Campionato Europeo, un Gran Premio che richiama sulla pista cesenate i più forti cavalli a livello mondiale e un folto pubblico dall'Italia e dall'estero;
- Misano World Circuit Marco Simoncelli (Misano Adriatico)
- PalaCredito di Romagna (Forlì)
- PalaCattani (Faenza)
- PalaCosta (Ravenna)
- PalaDeAndré (Ravenna)
- Palasport Flaminio (Rimini)
- Playhall Riccione
- Stadio Bruno Benelli (Ravenna)
- Stadio Tullo Morgagni (Forlì)
- Stadio Dino Manuzzi (Cesena)
- Stadio Bruno Neri (Faenza)
- Stadio Romeo Neri (Rimini)
- Stadio del Nuoto di Riccione
- Stadio del baseball dei Pirati (Rimini)

## Galleria d'immagini

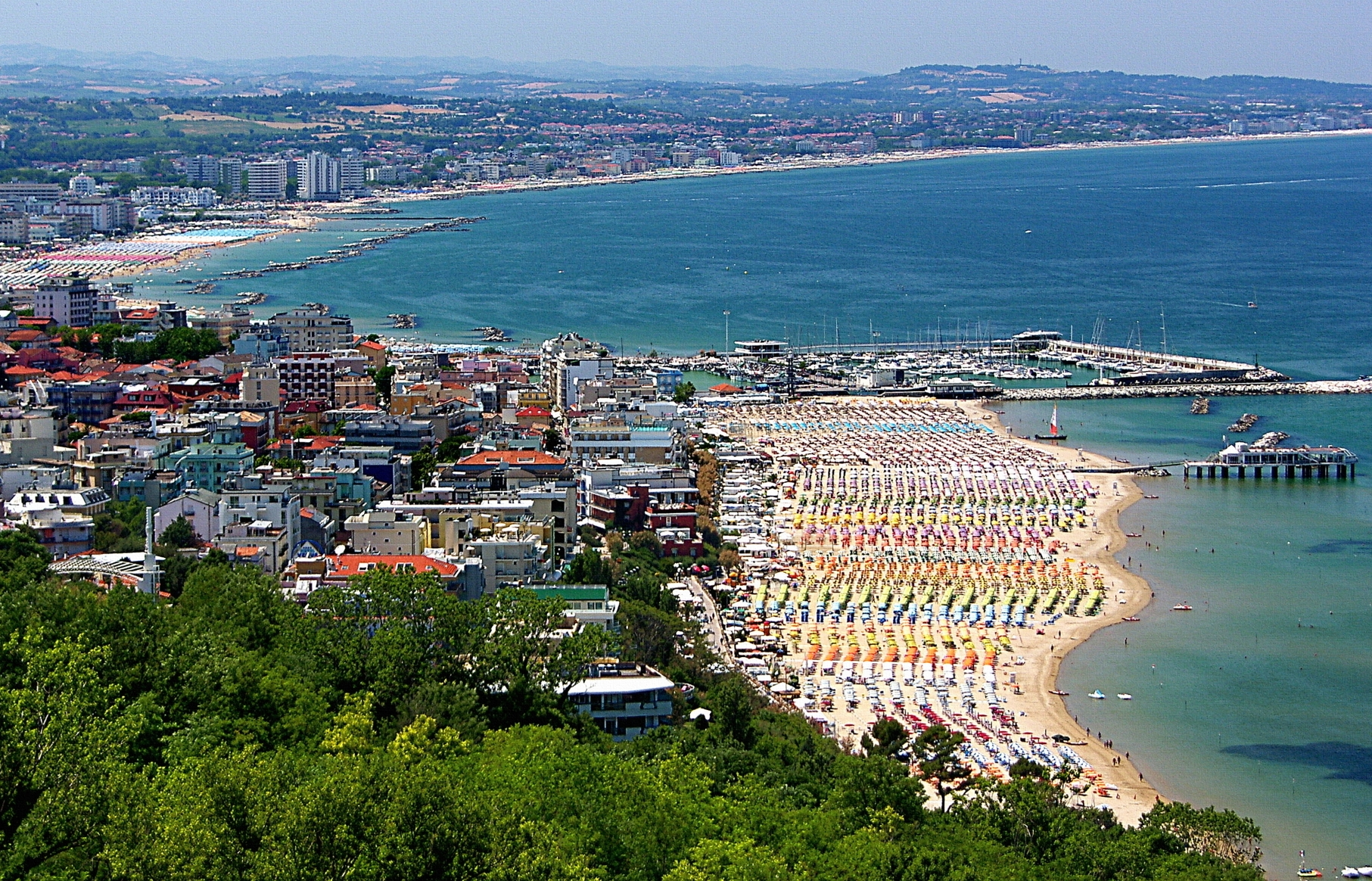
La Riviera Romagnola (tratto riminese) dalla terrazza panoramica di Gabicce Monte
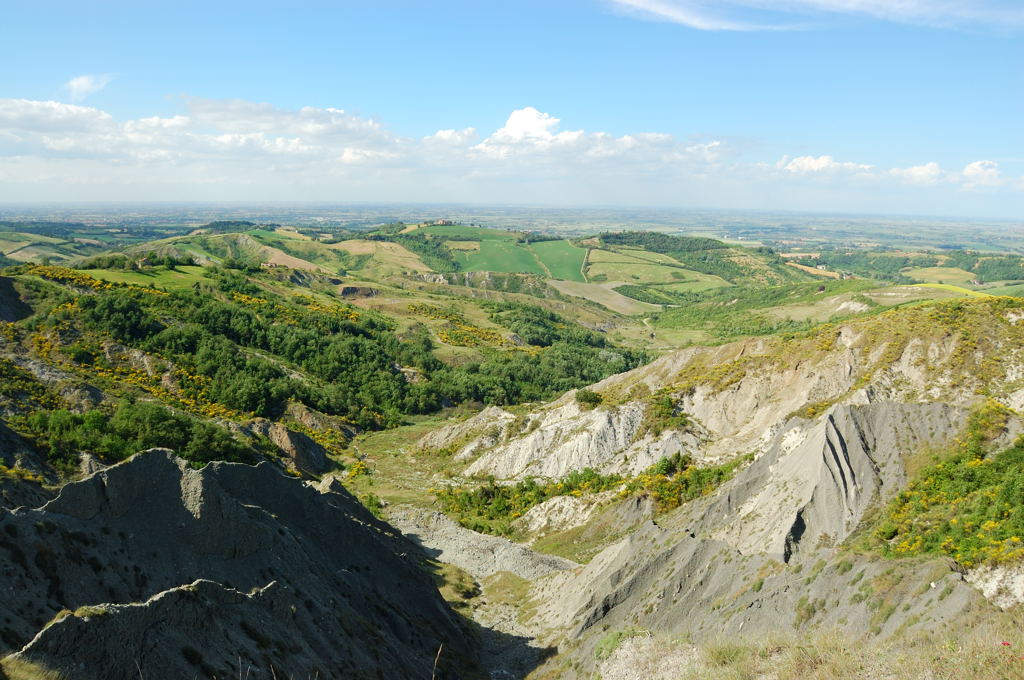
Valle del Sillaro e calanchi
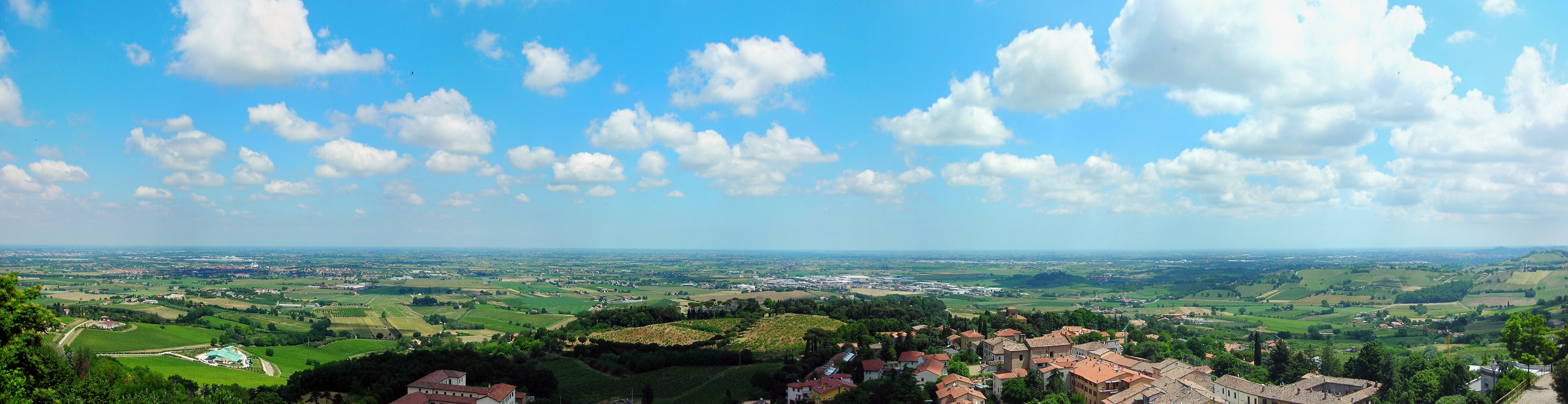
Panorama Romagnolo visto dalla piazza principale di Bertinoro